# 洲際酒店及度假村
洲際酒店及度假村（英語：InterContinental Hotels & Resorts）是一個由泛美航空創辦人胡安·特里普於1946年創立豪華酒店連鎖品牌。自1998年起成為洲際酒店集團的一部分。截至2020年11月，全球共有210家洲際酒店，擁有超過71,045間客房。

## 歷史
洲際酒店創立於1946年，同年第一家酒店於巴西貝倫開幕。1981年洲際酒店集團控股公司賣給Grand Metropolitan。Grand Metropolitan為了專注於核心產業於1988年將洲際酒店集團控股公司賣給日本西武流通集團。1998年被巴斯酒店及度假村收購，成為今日的洲際酒店集團。

## 全球分佈

### 亞洲

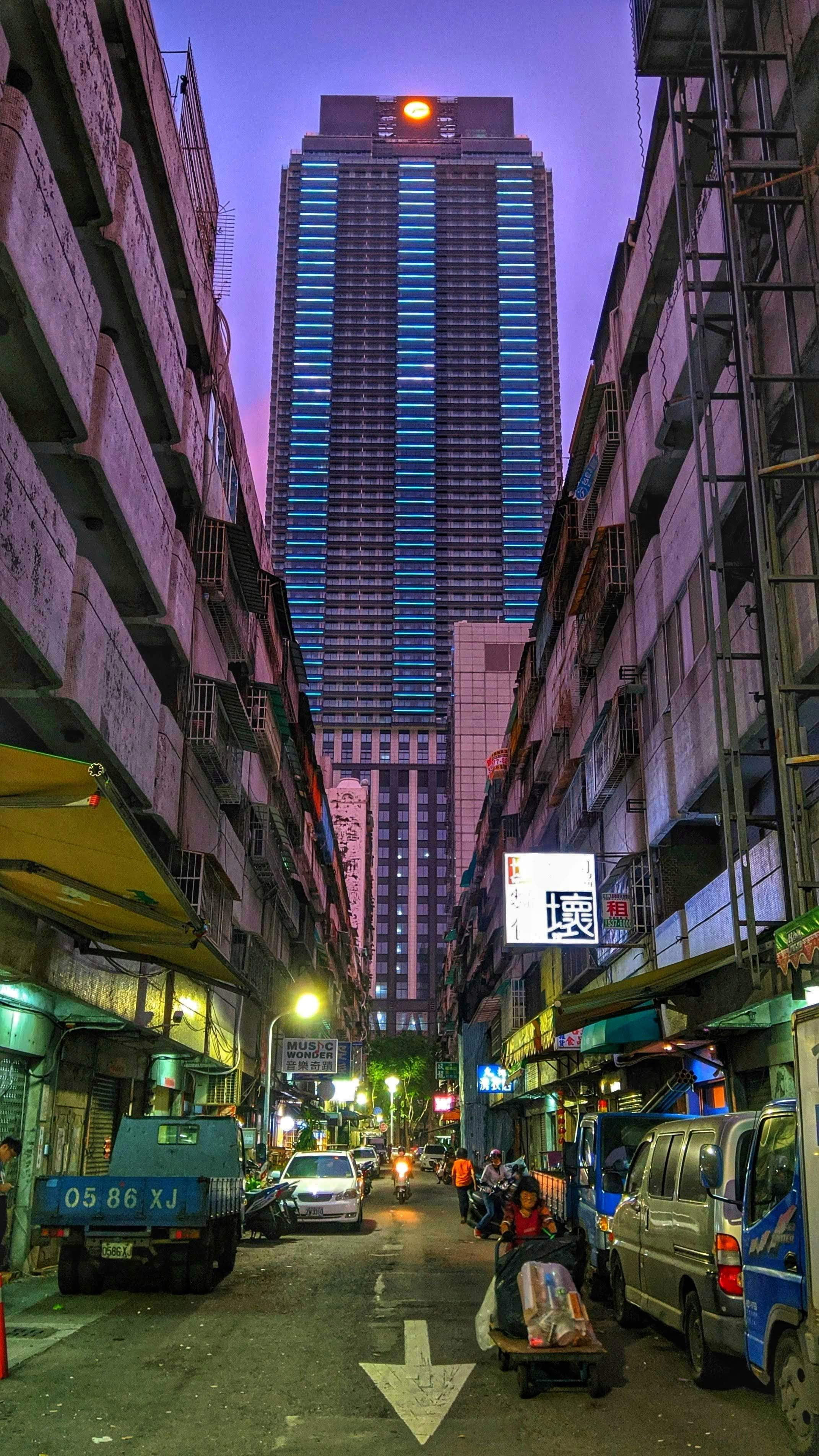
高雄洲際酒店
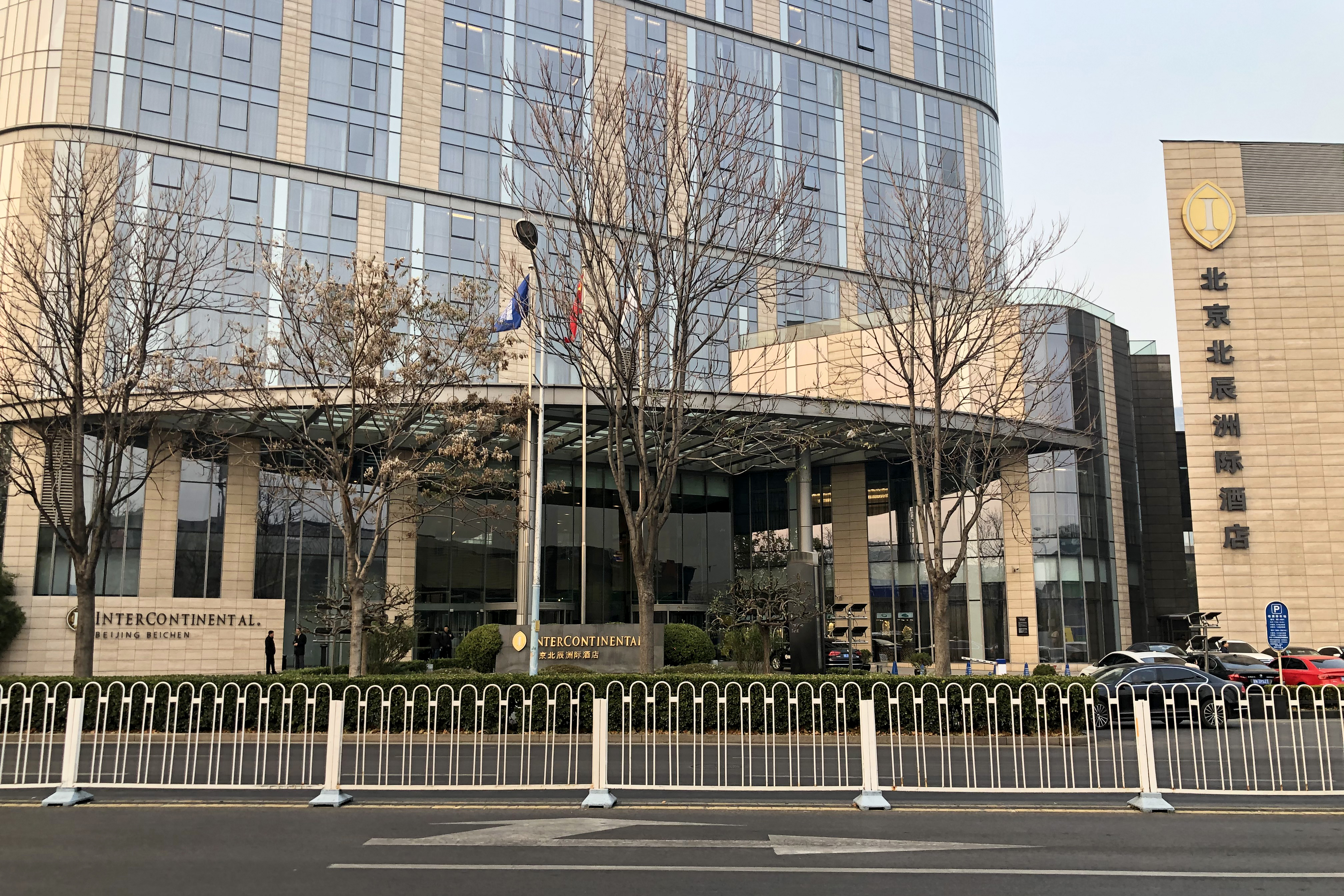
北京北辰洲際酒店
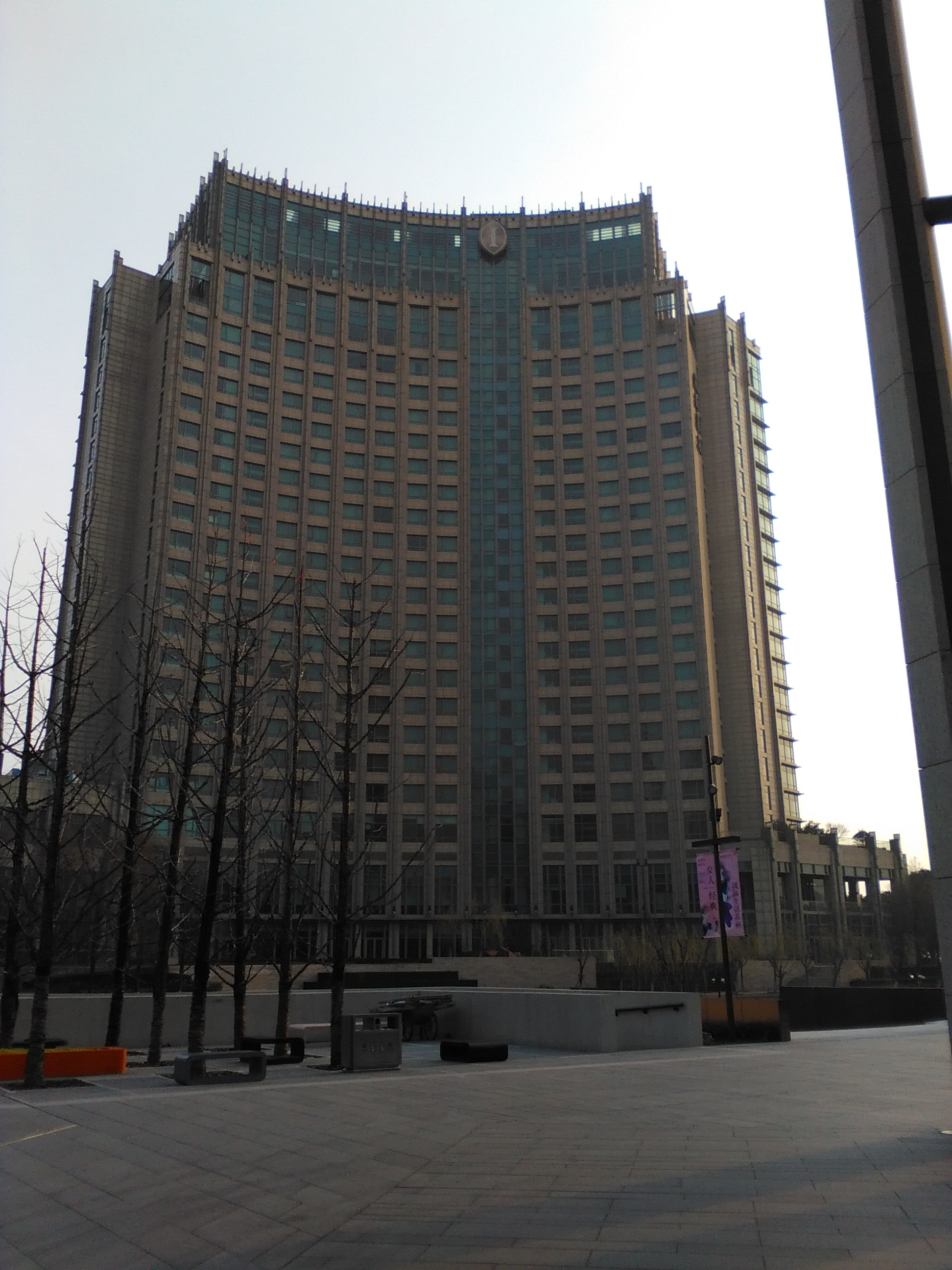
苏州
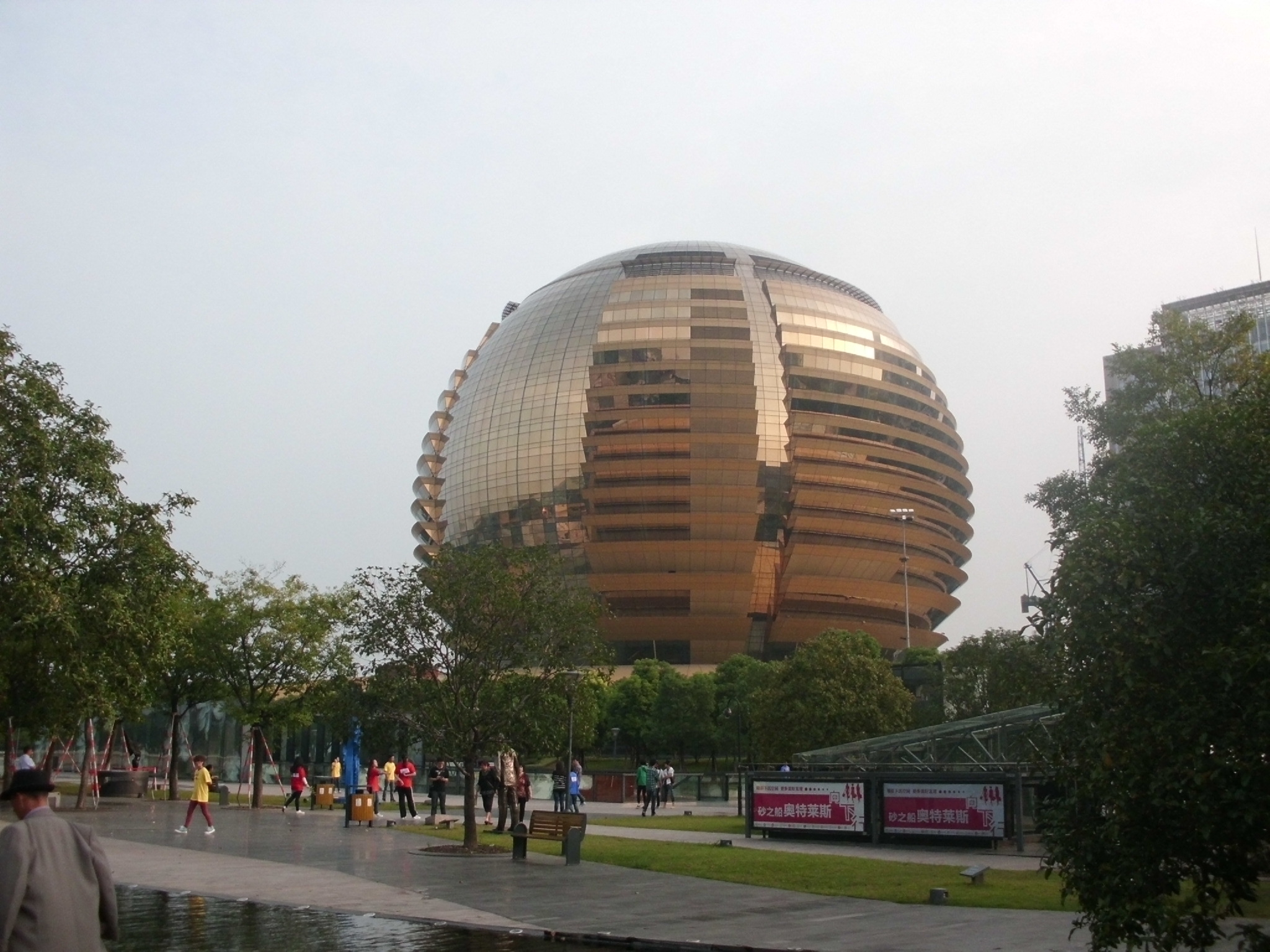
杭州
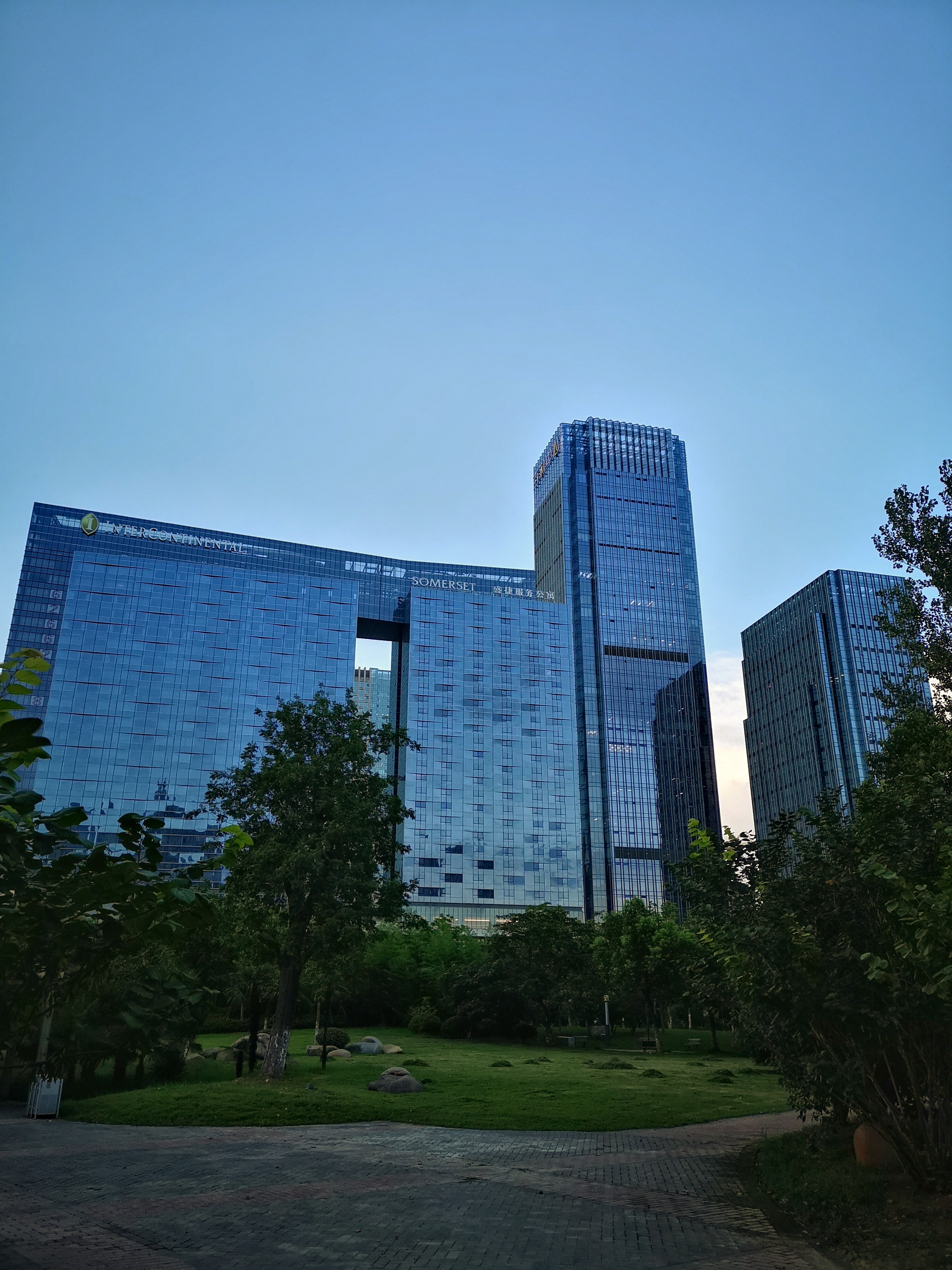
合肥
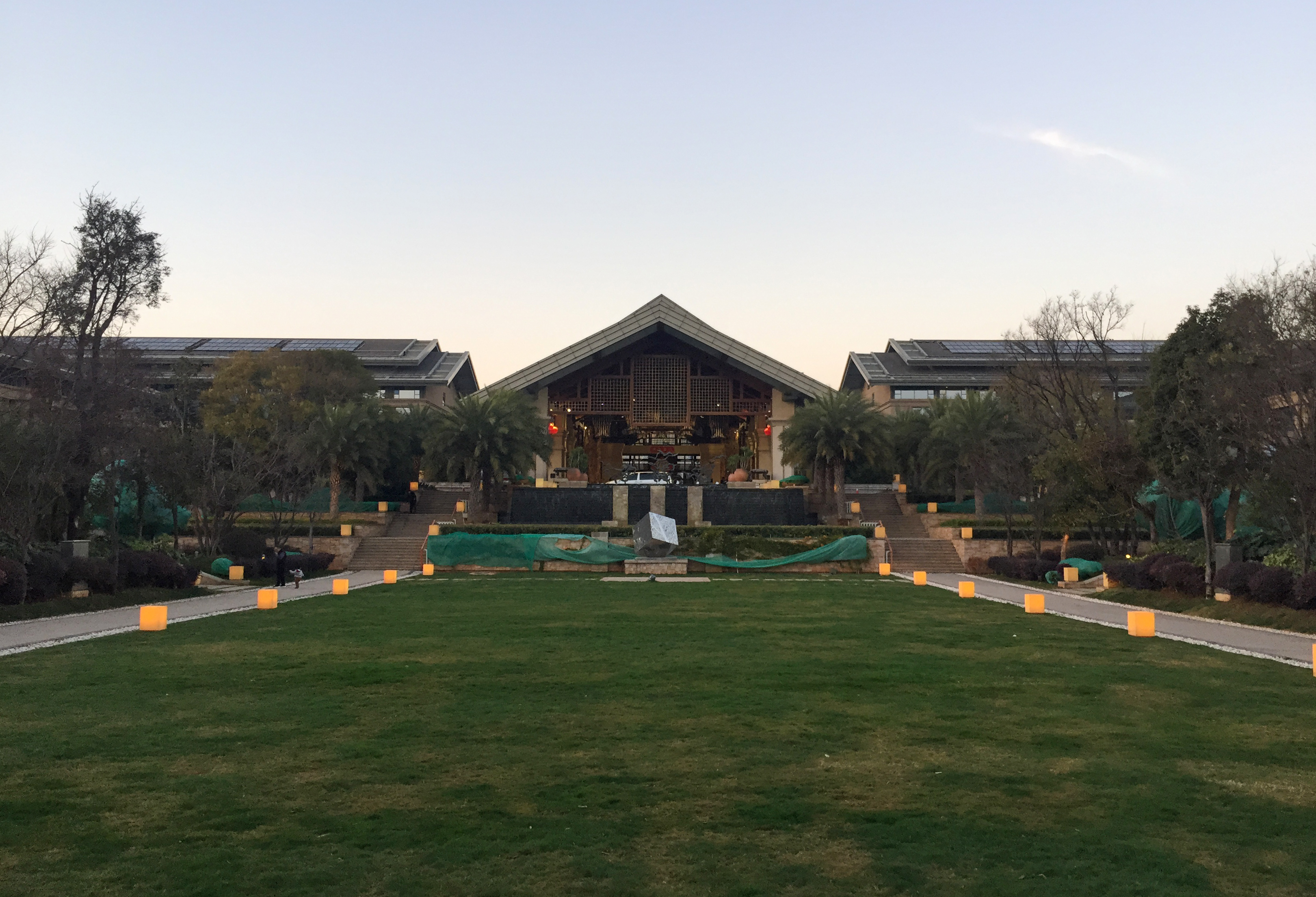
昆明
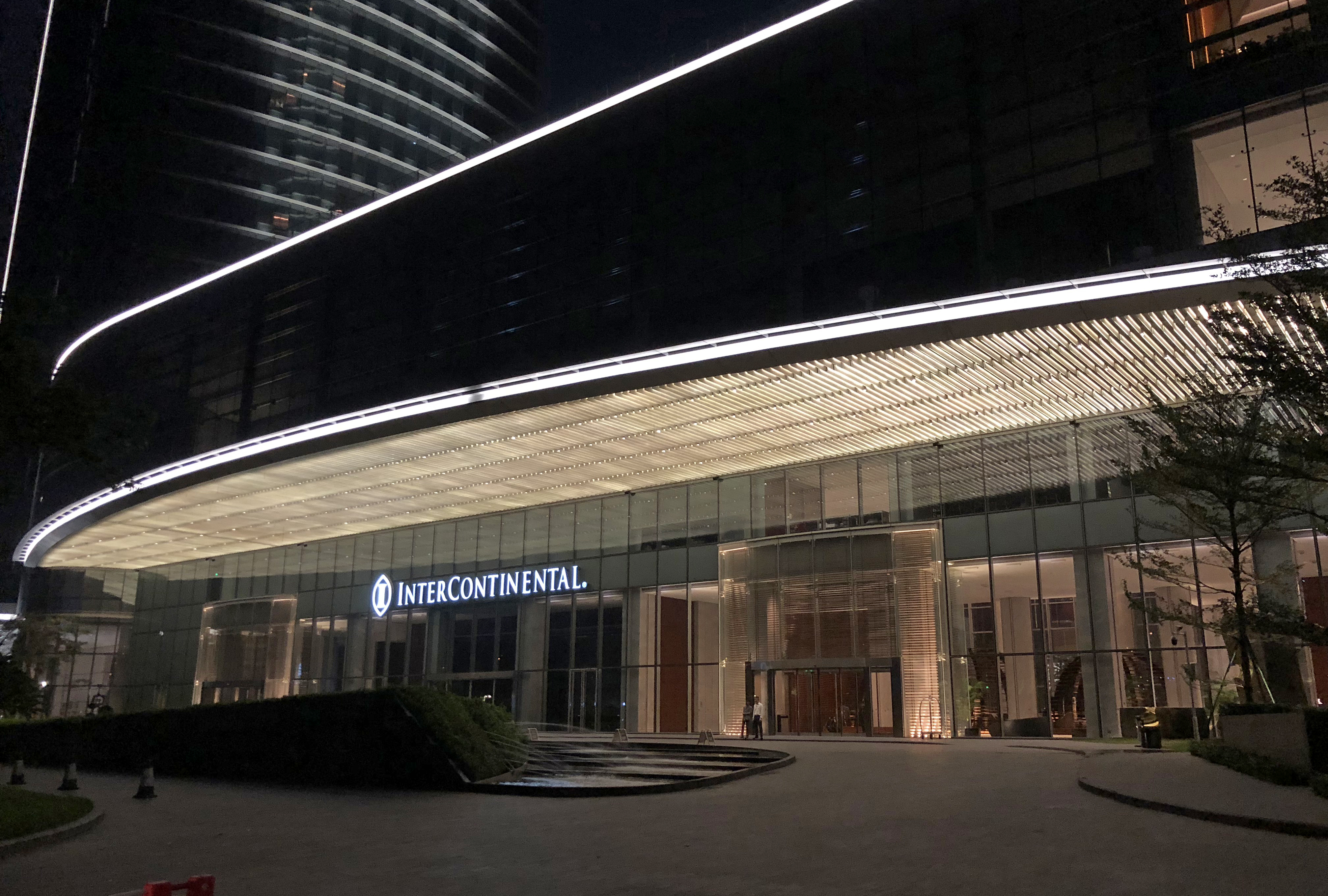
广州
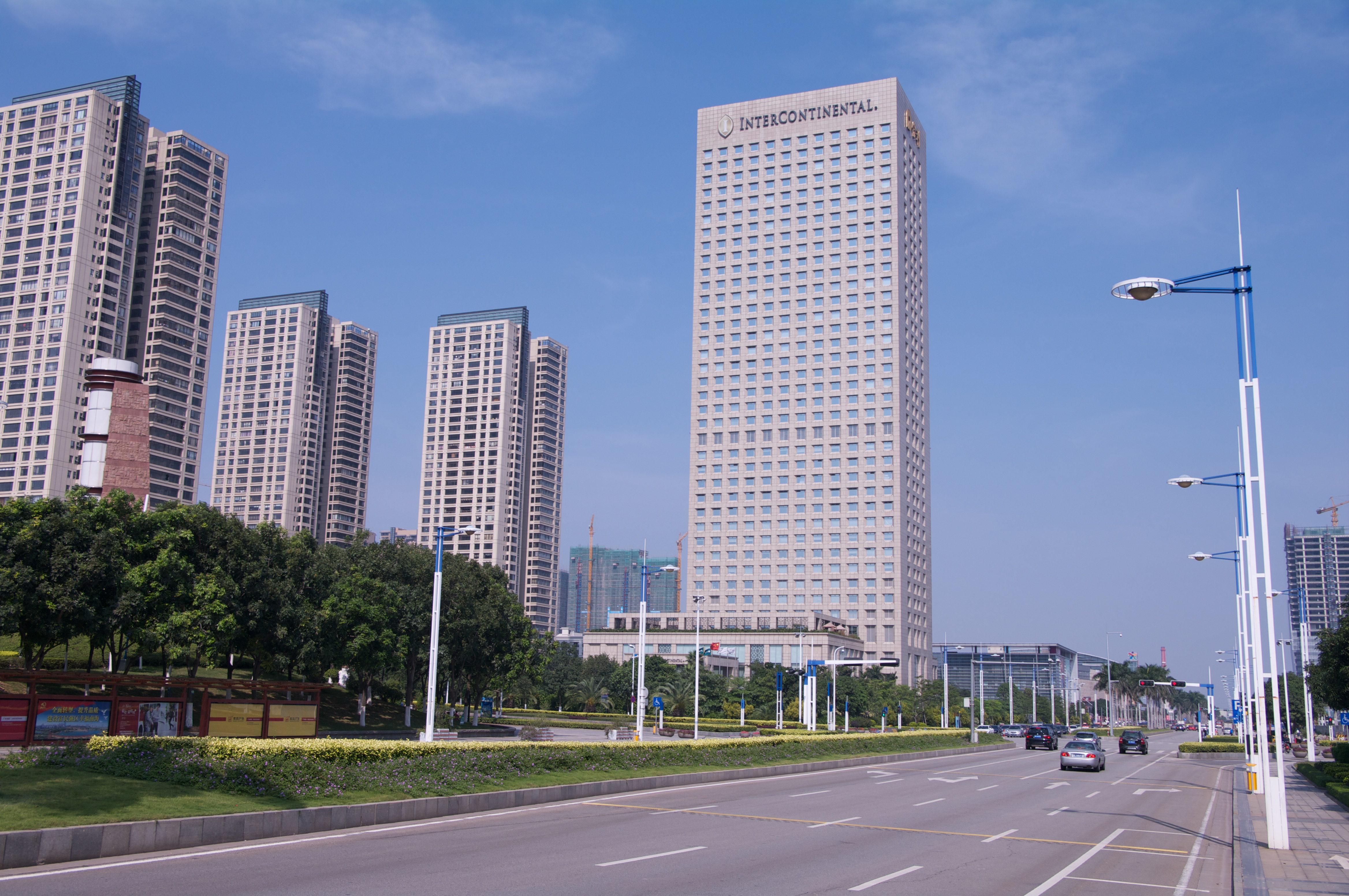
佛山
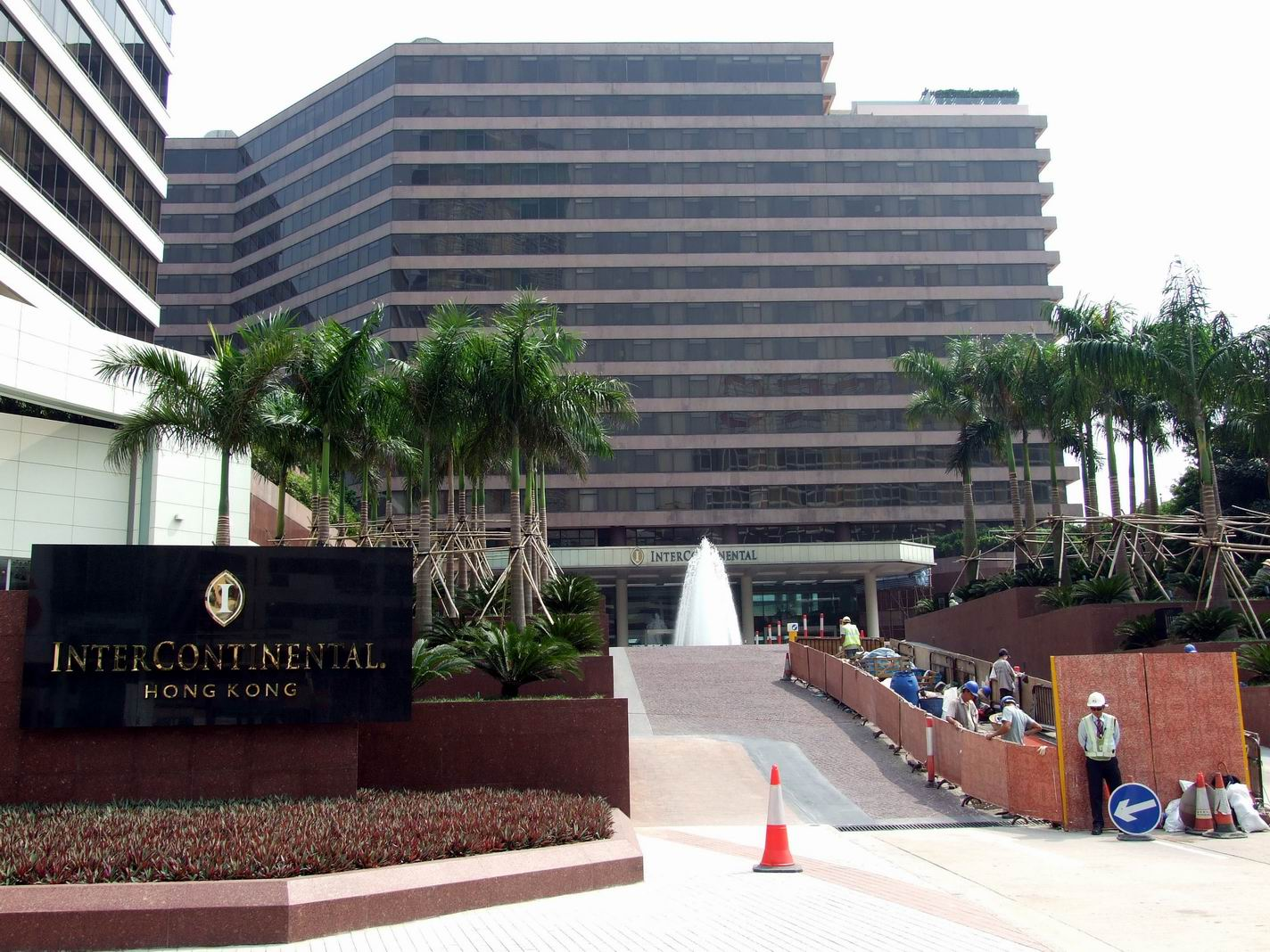
香港洲際酒店
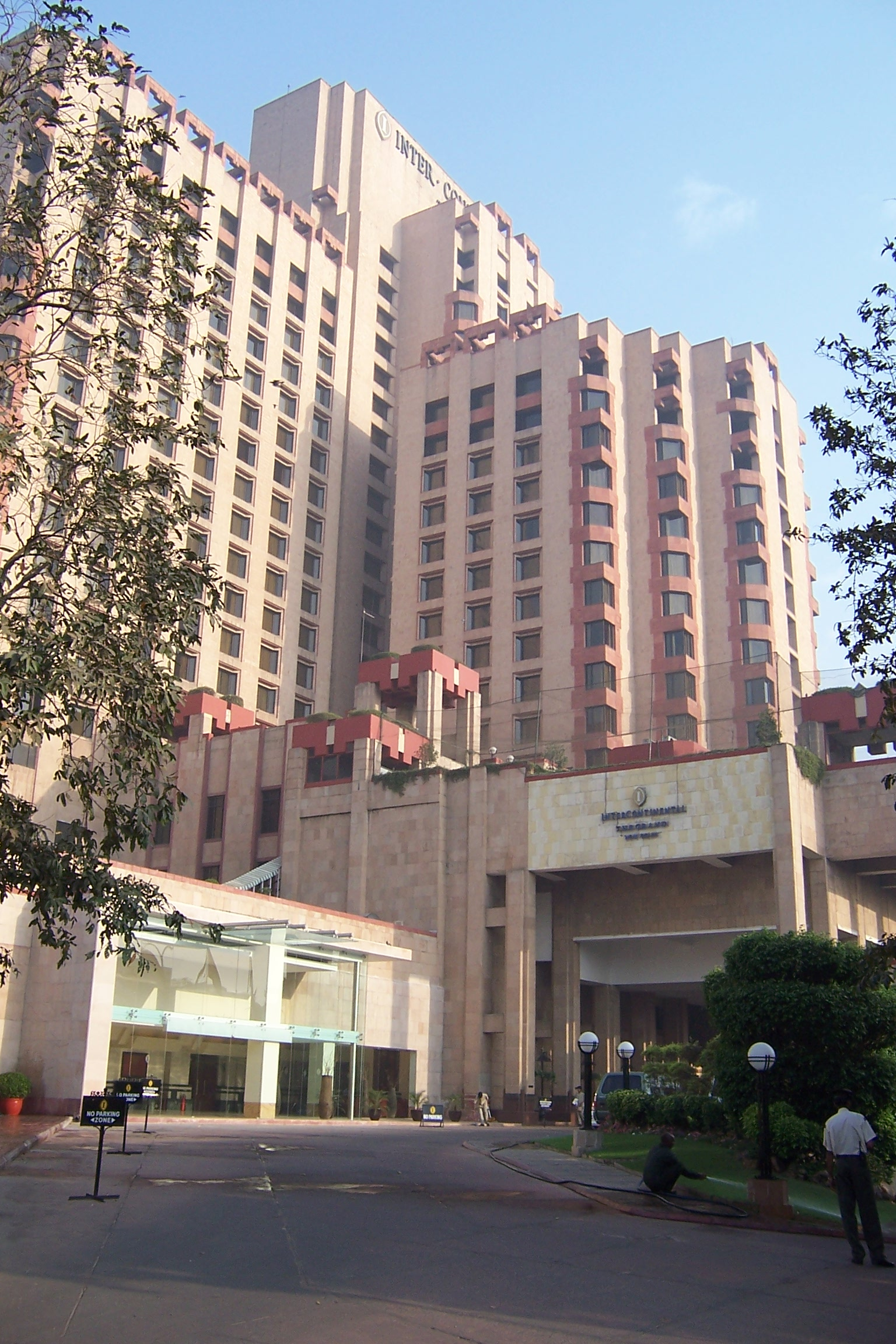
新德里
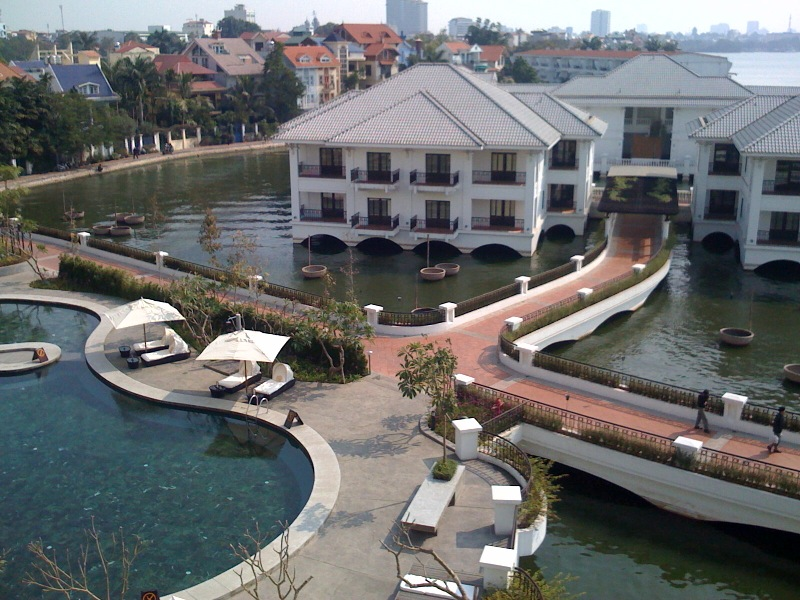
河內市
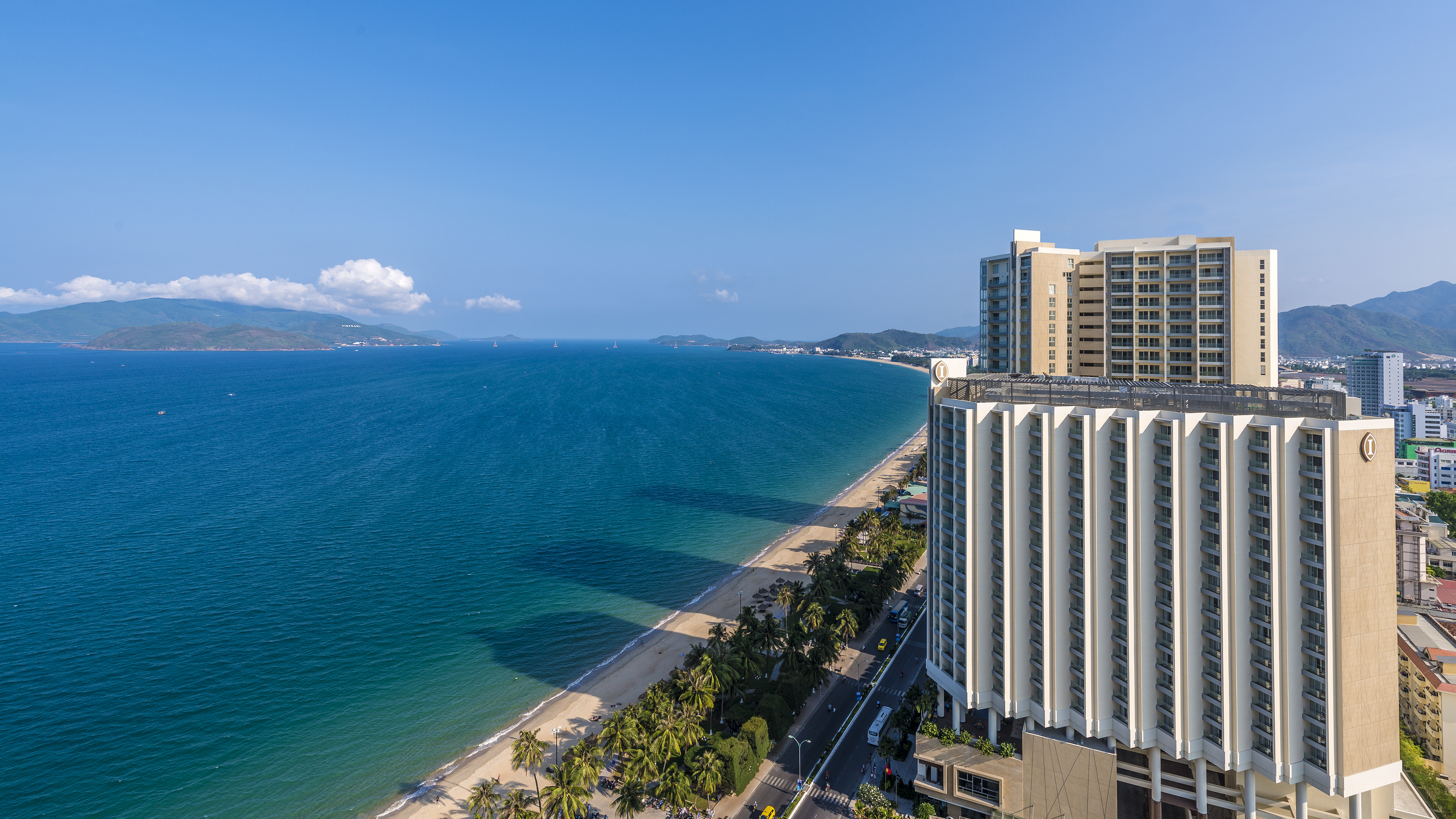
芽庄
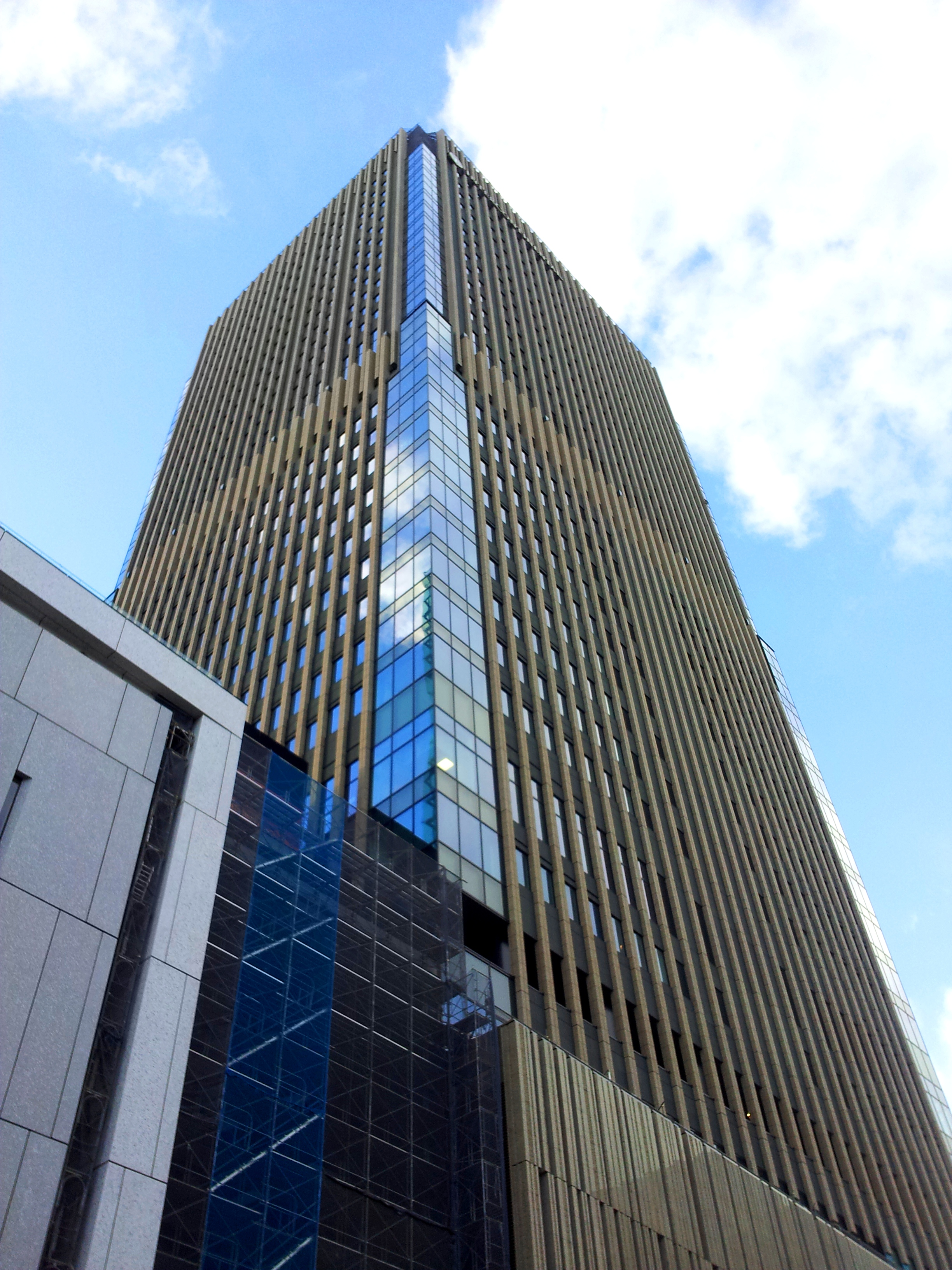
大阪
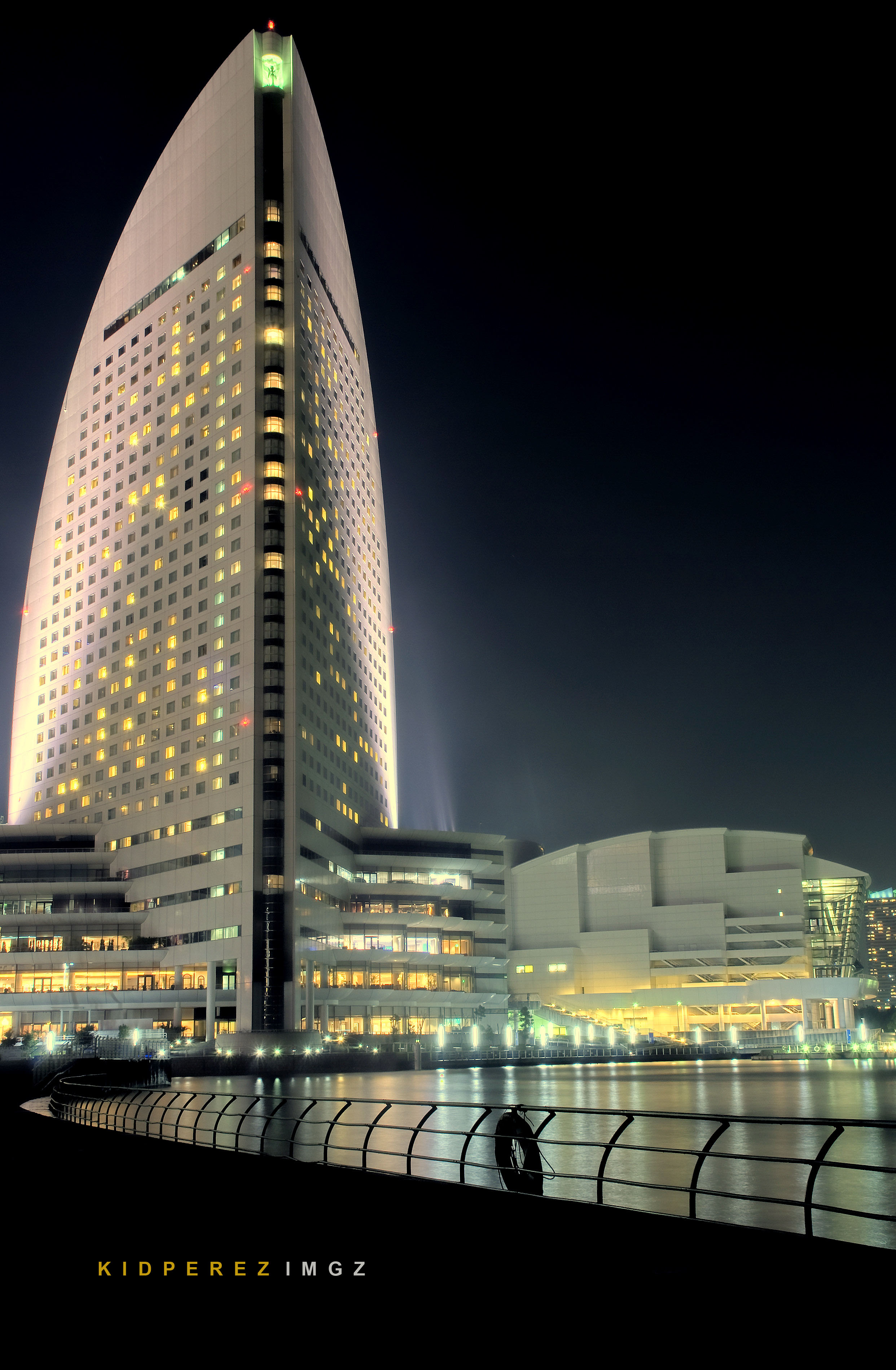
橫濱市
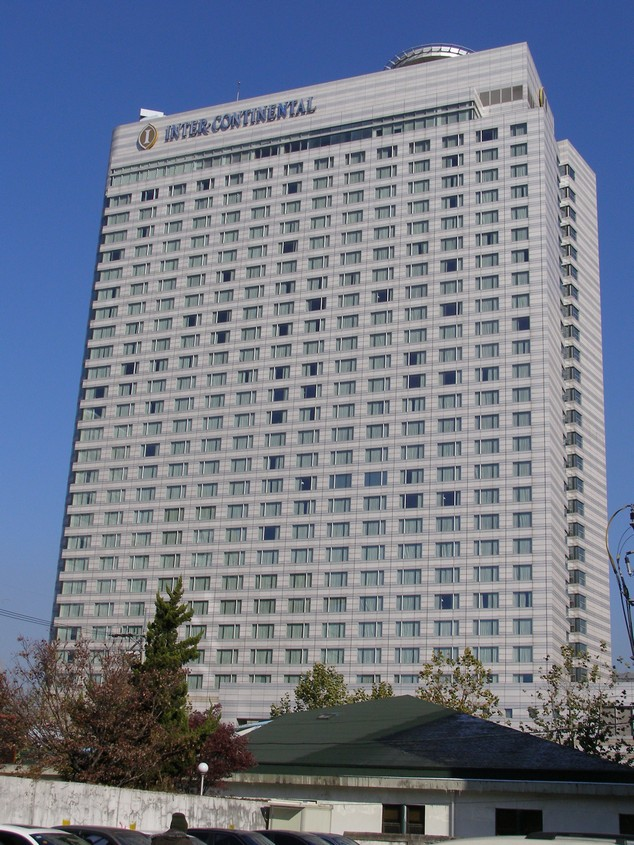
首尔
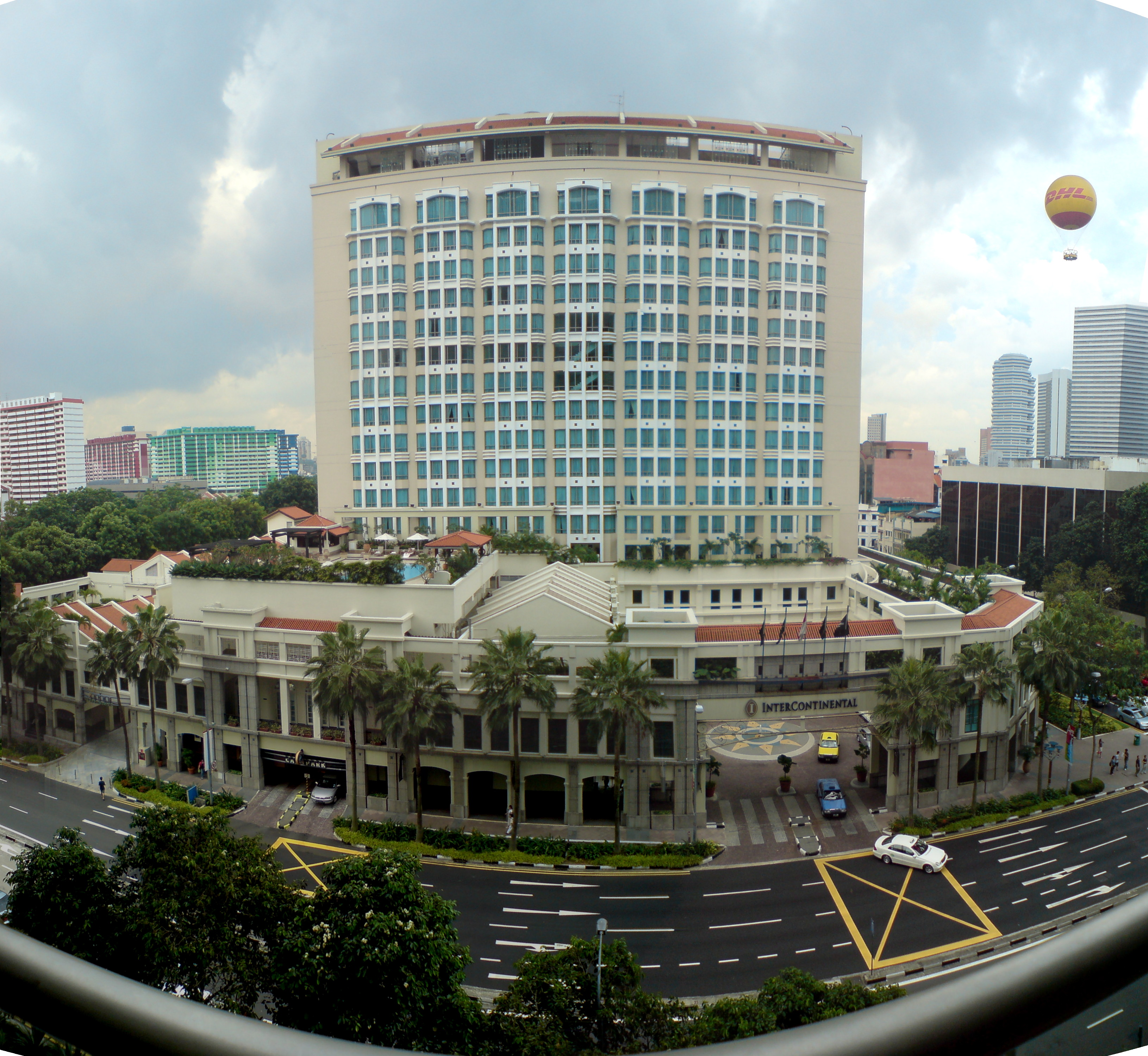
新加坡

### 中东

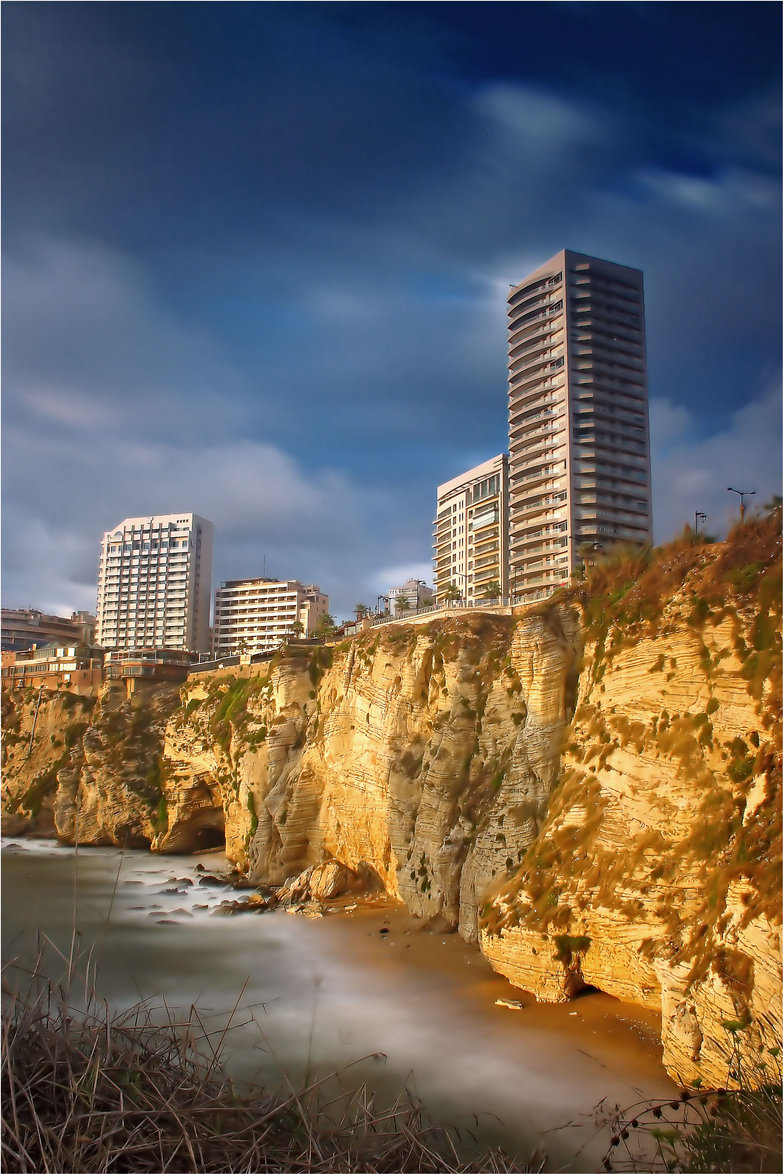
贝鲁特
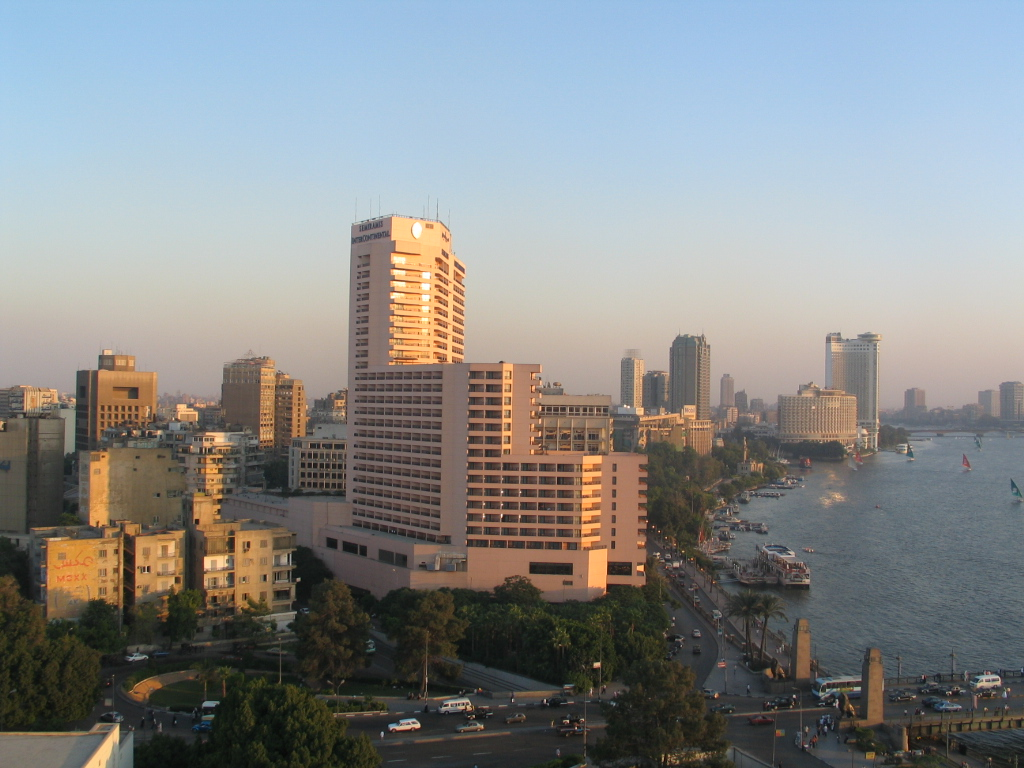
开罗
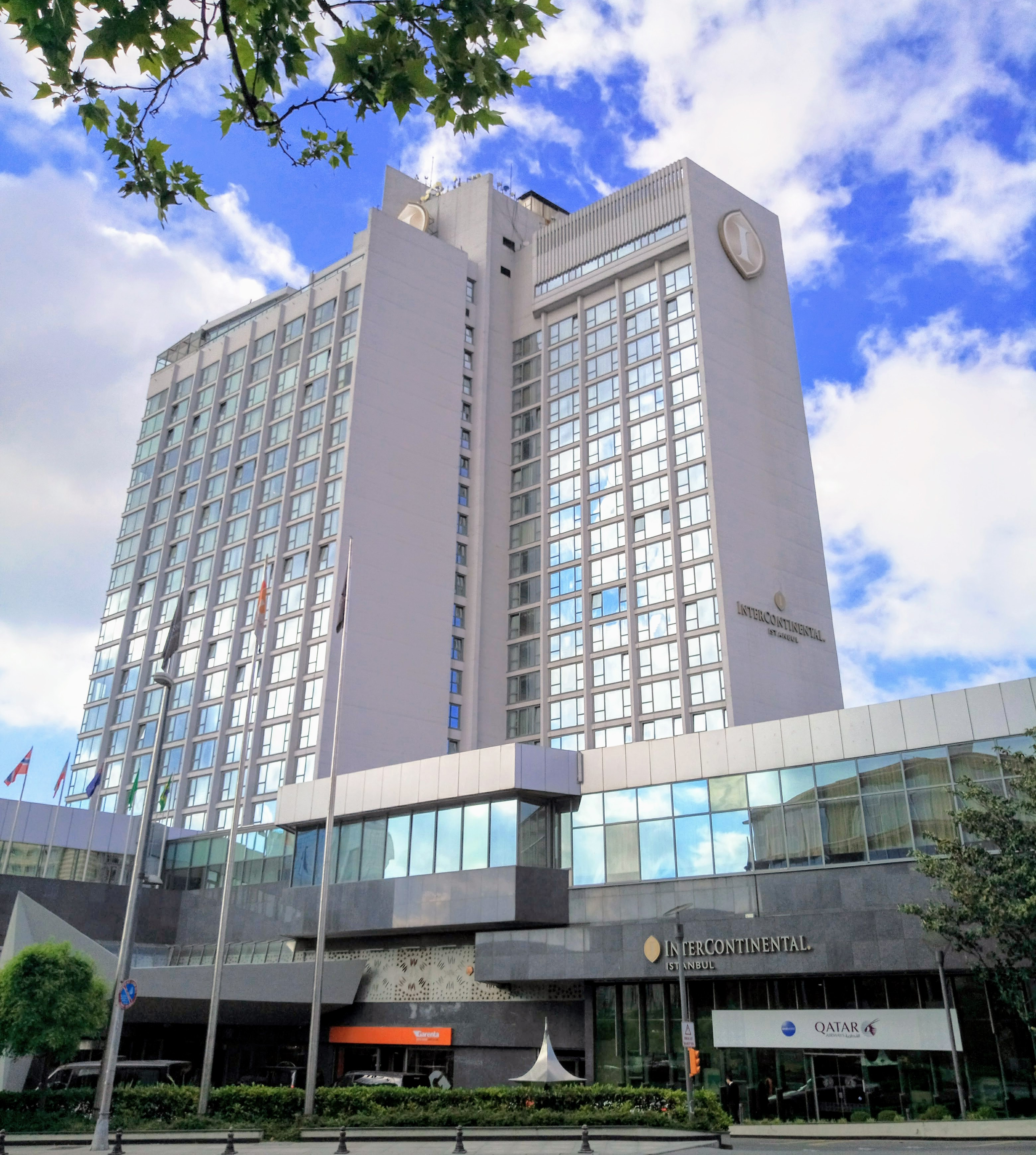
伊斯坦布尔

### 美洲

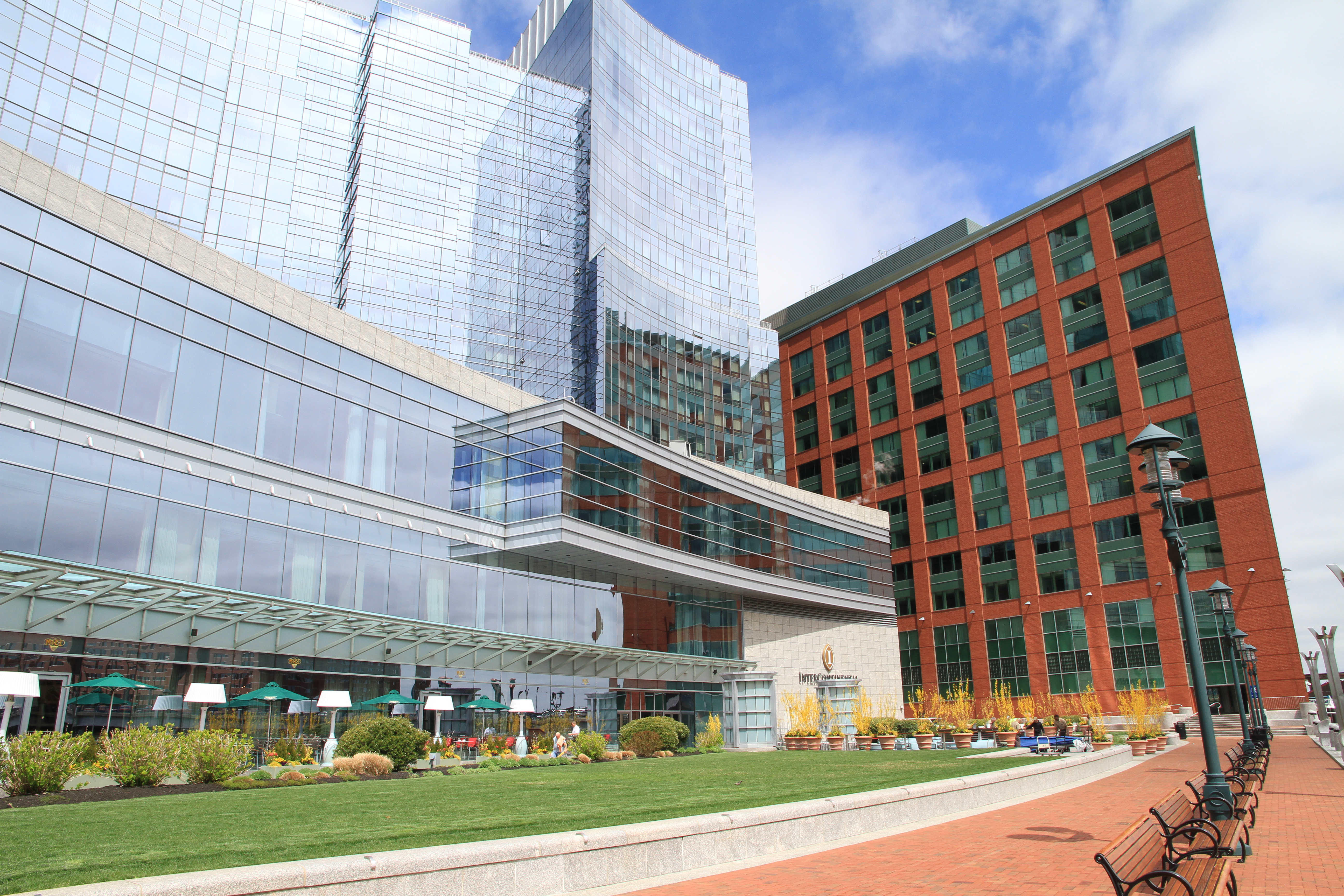
波士顿
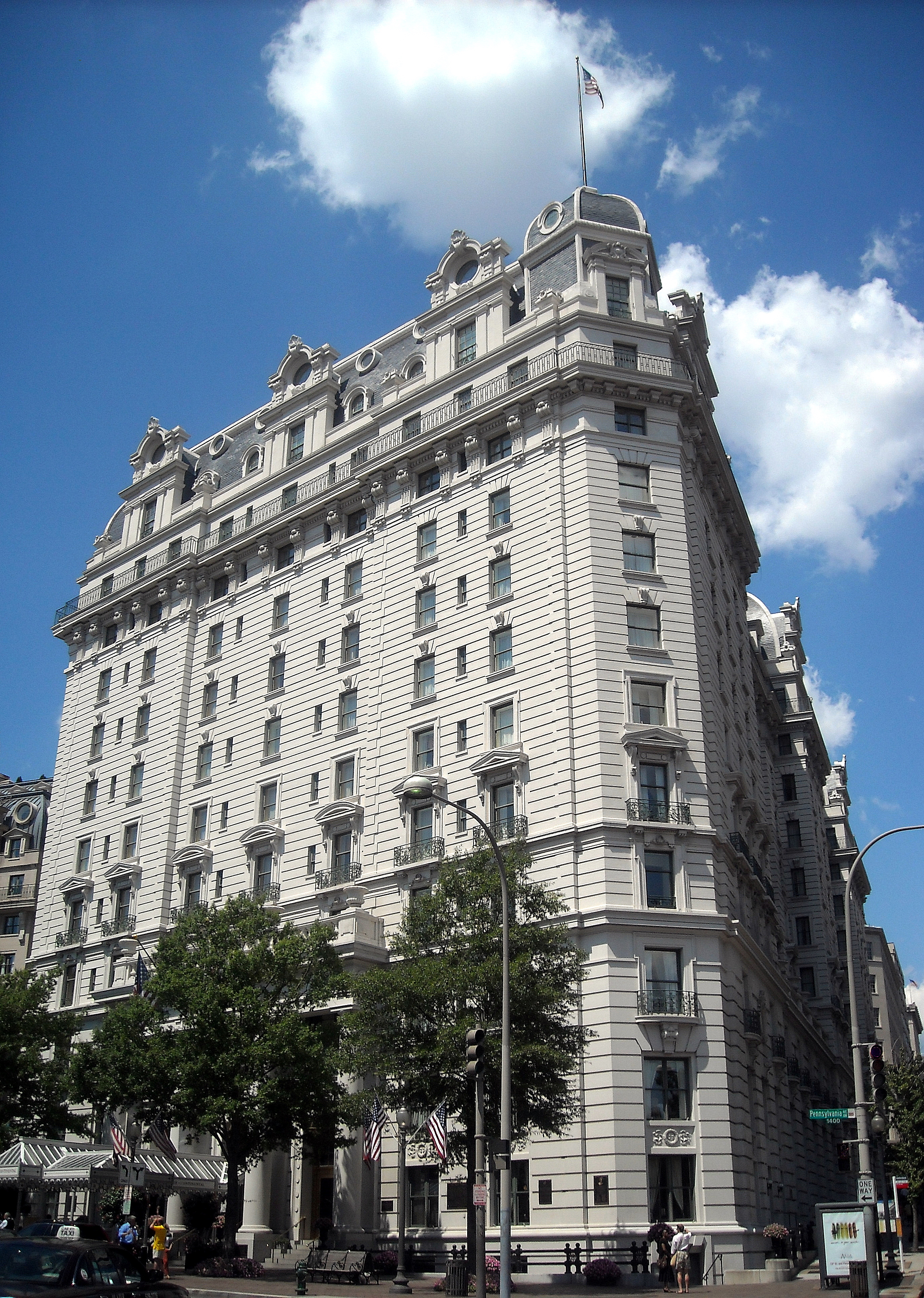
華盛頓哥倫比亞特區
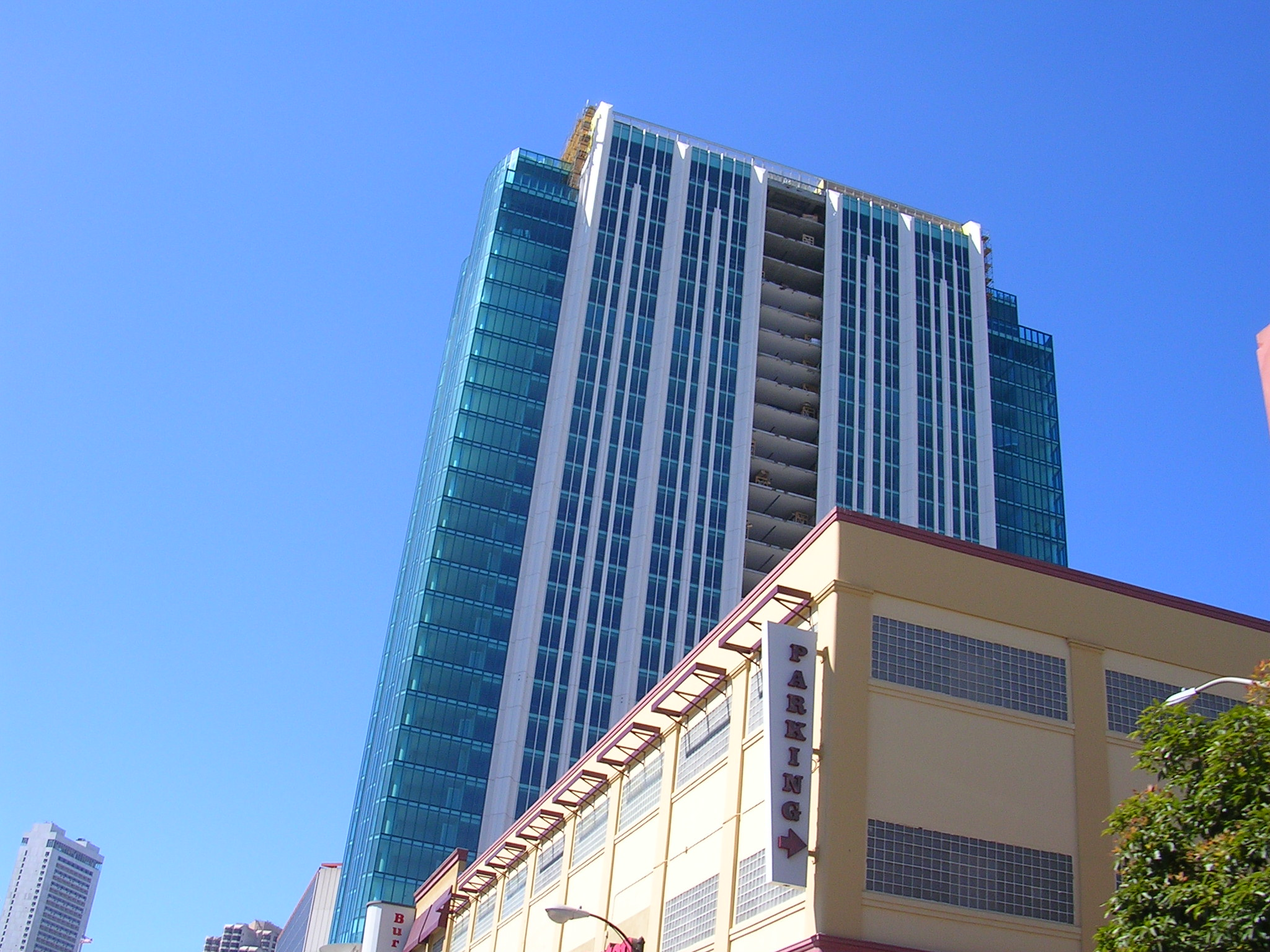
舊金山
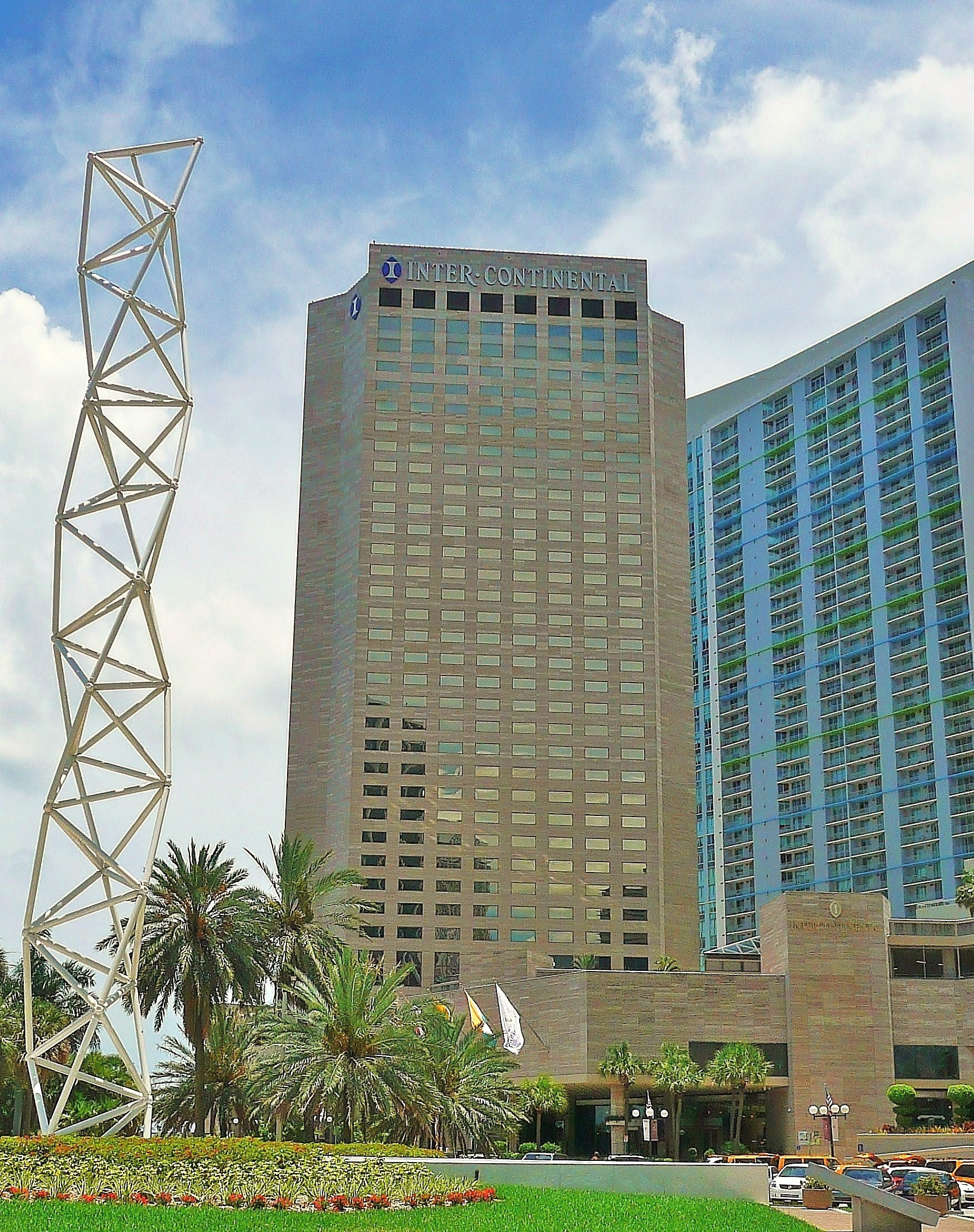
邁阿密
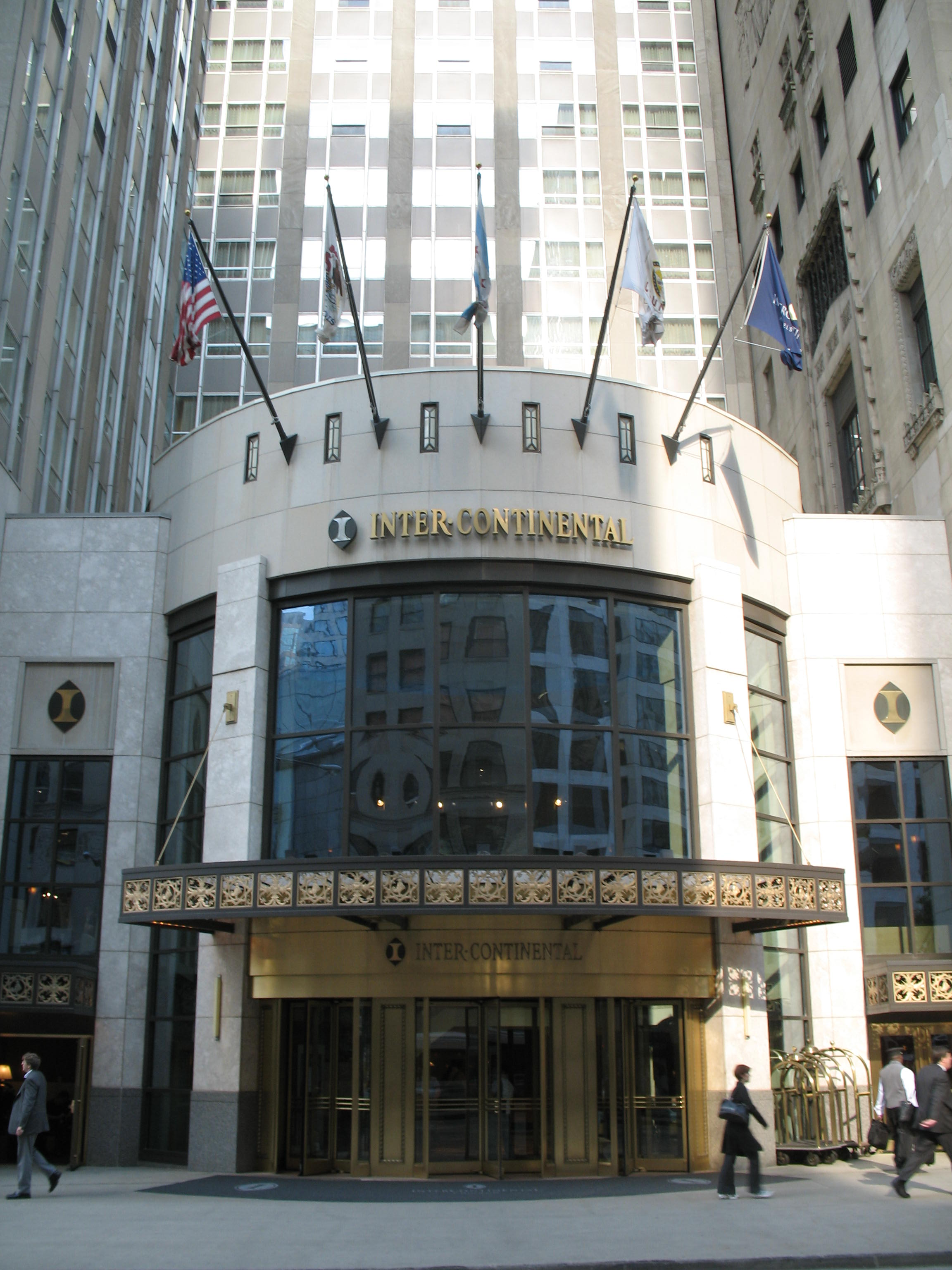
芝加哥
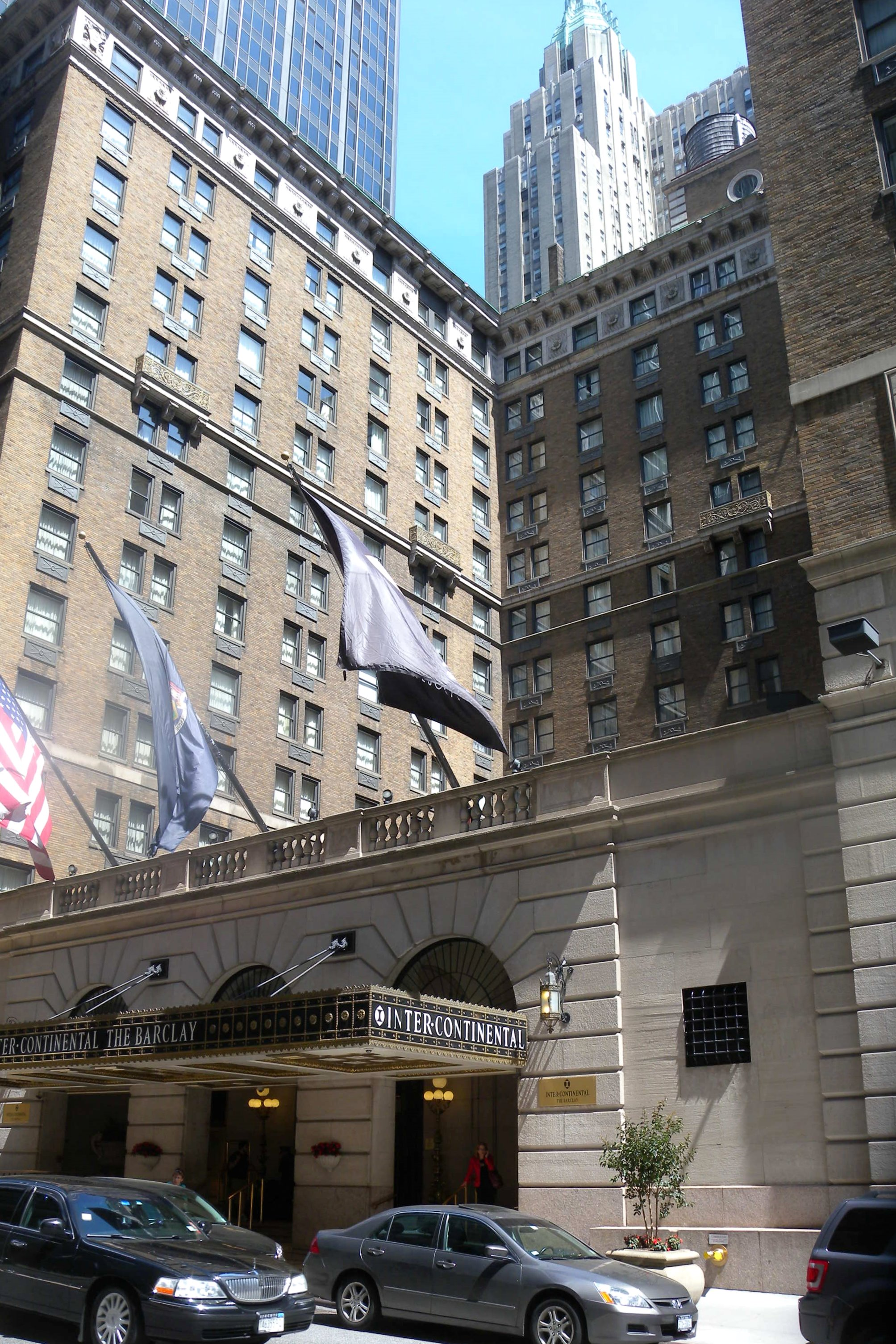
紐約
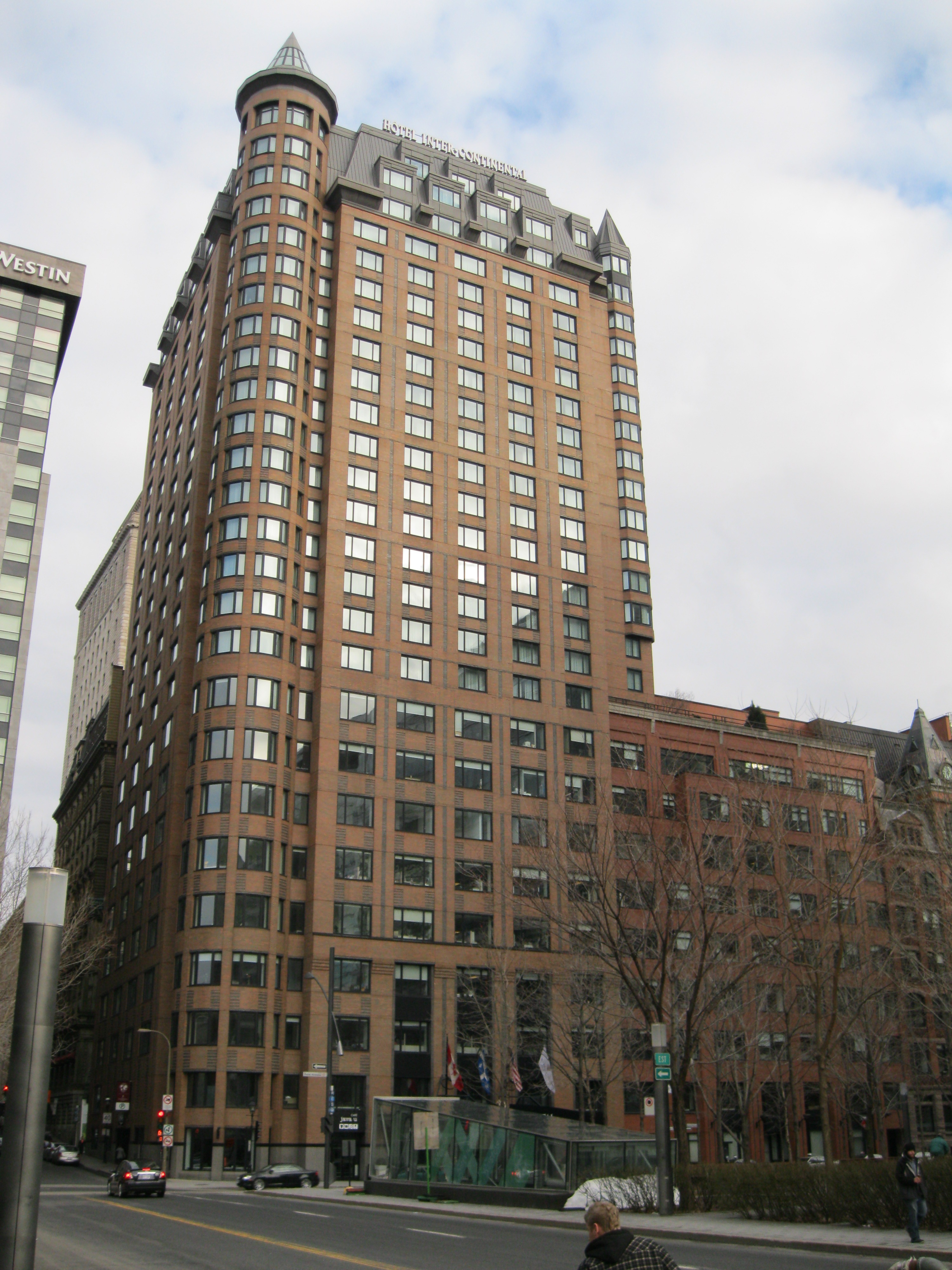
蒙特利尔
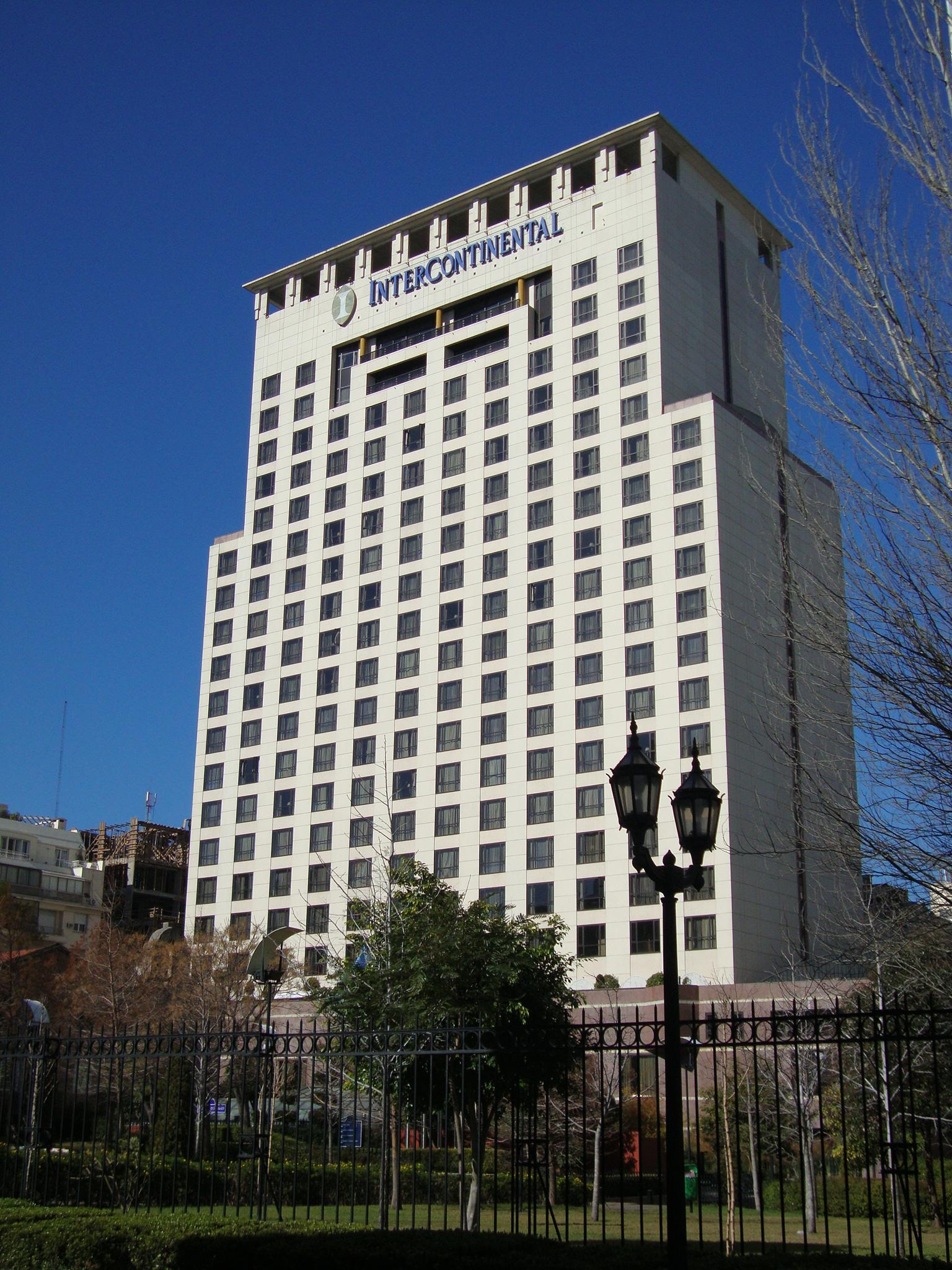
布宜诺斯艾利斯

### 歐洲及大洋洲

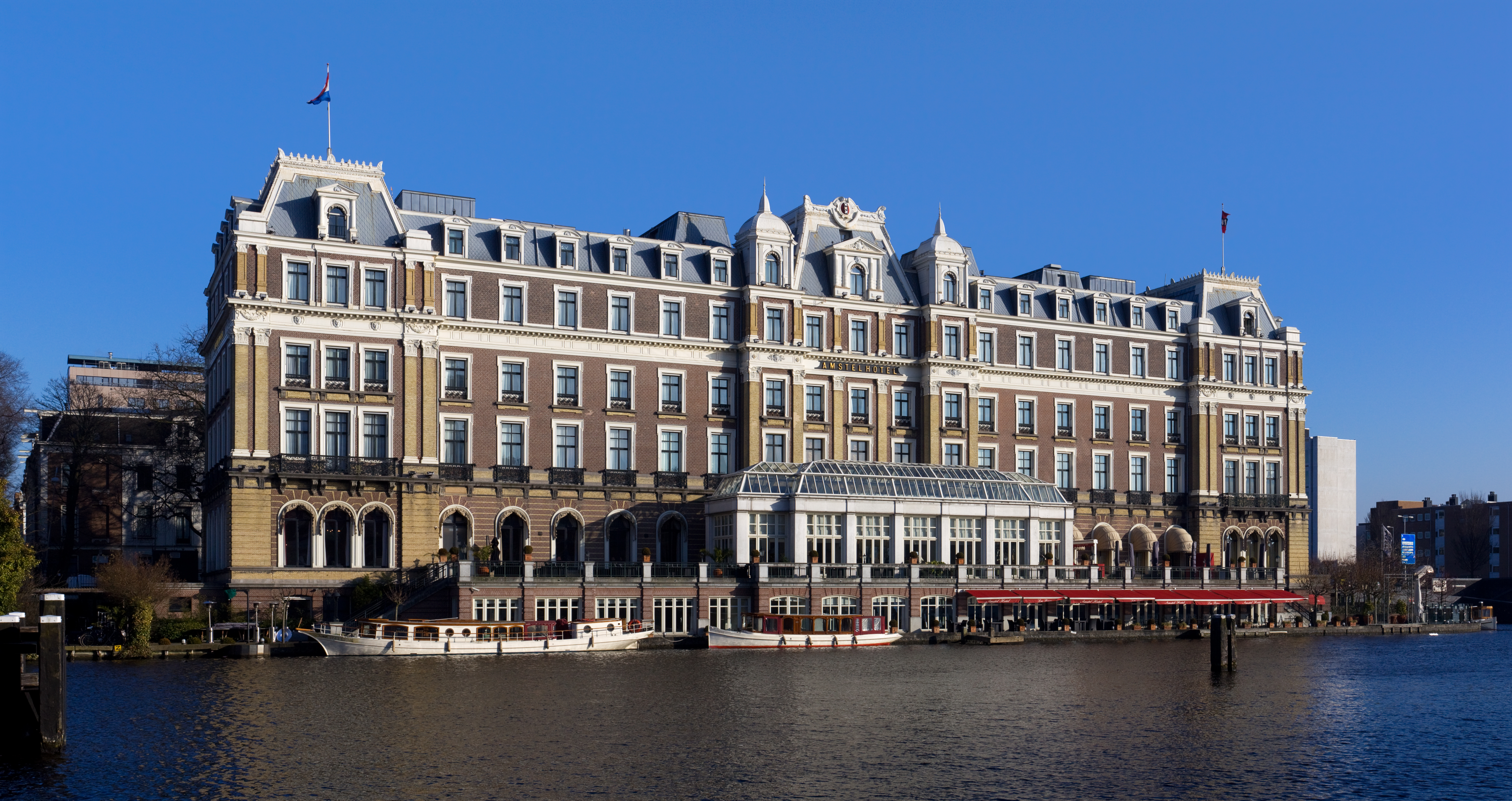
阿姆斯特丹
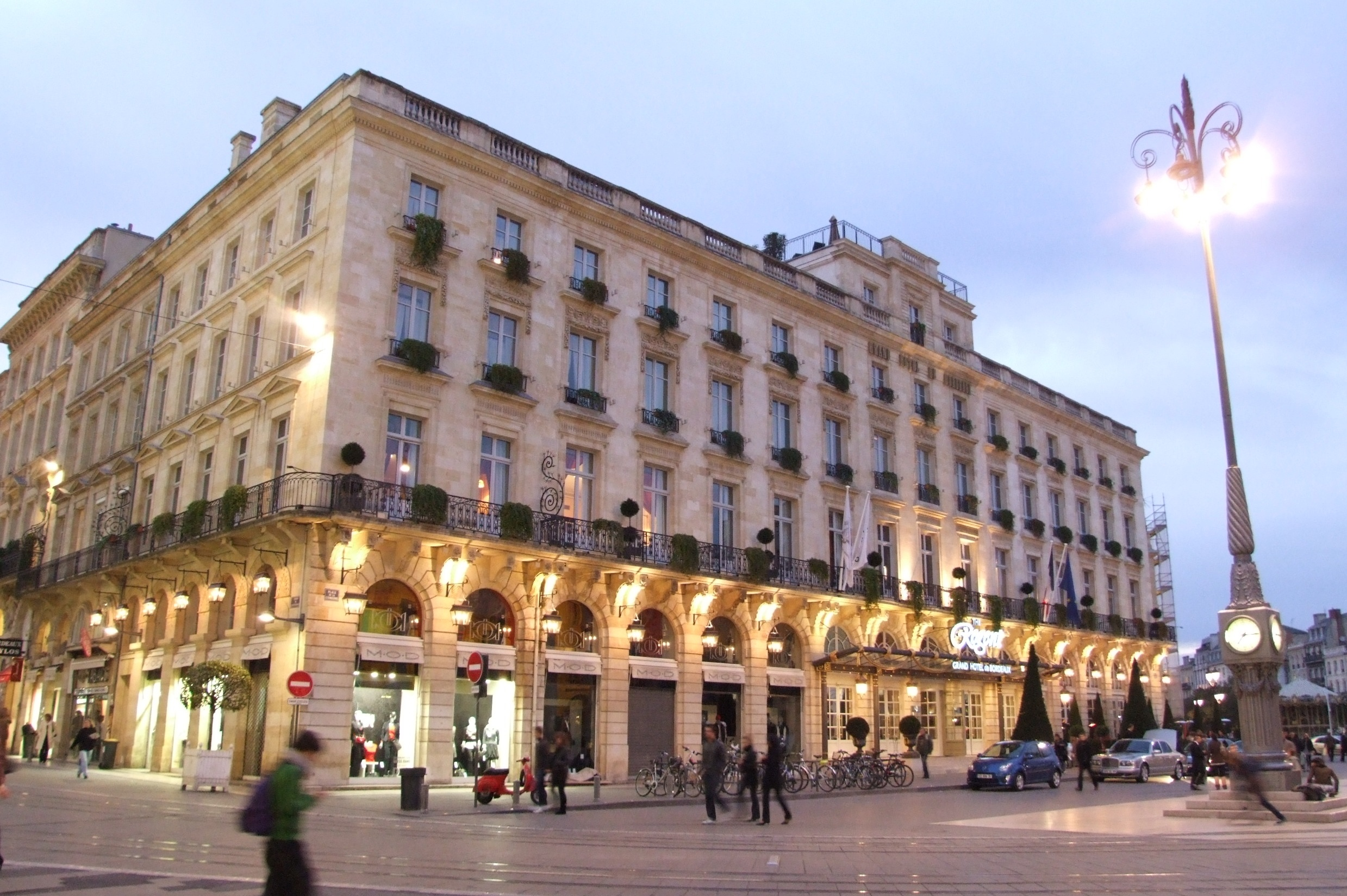
波尔多
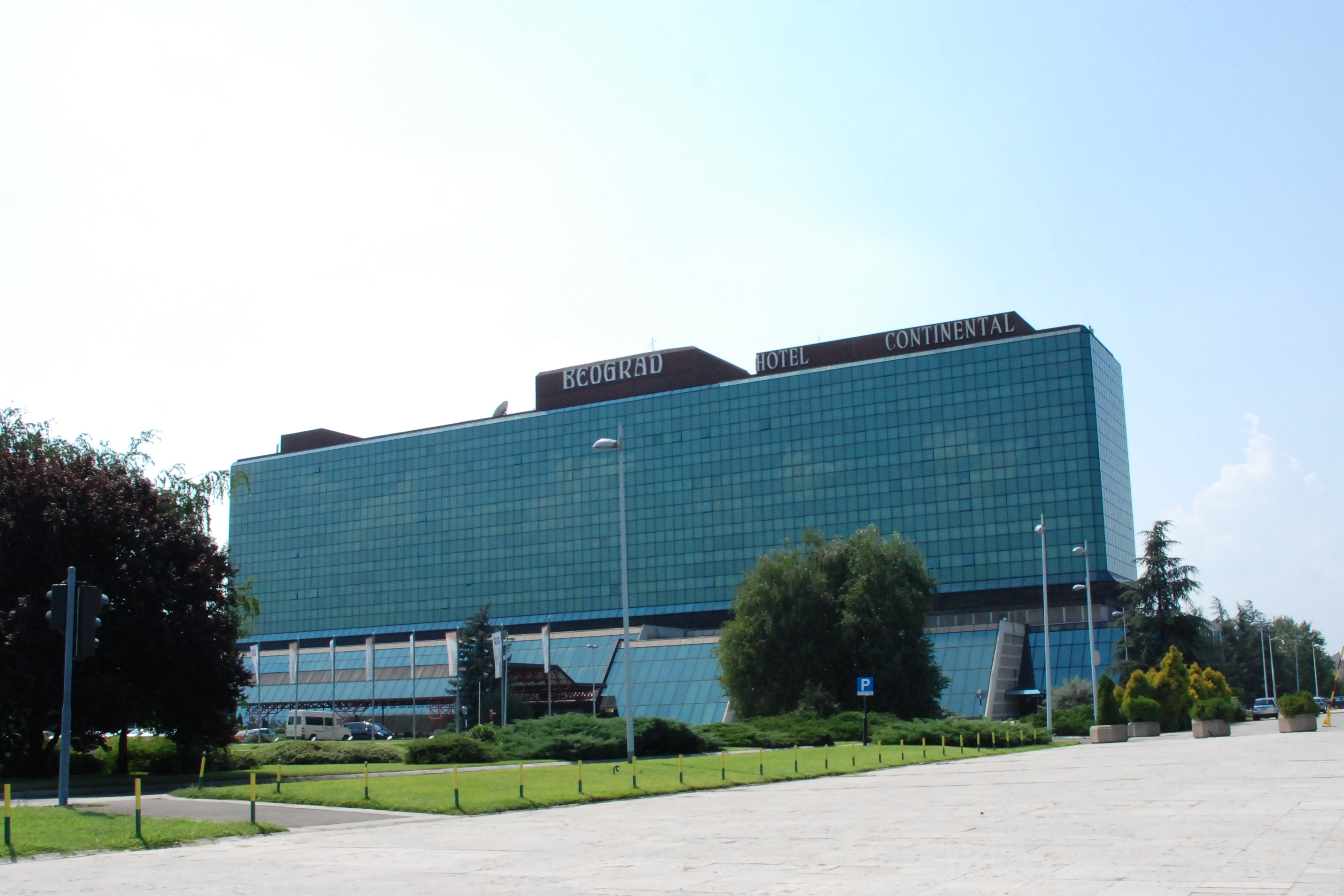
貝爾格勒
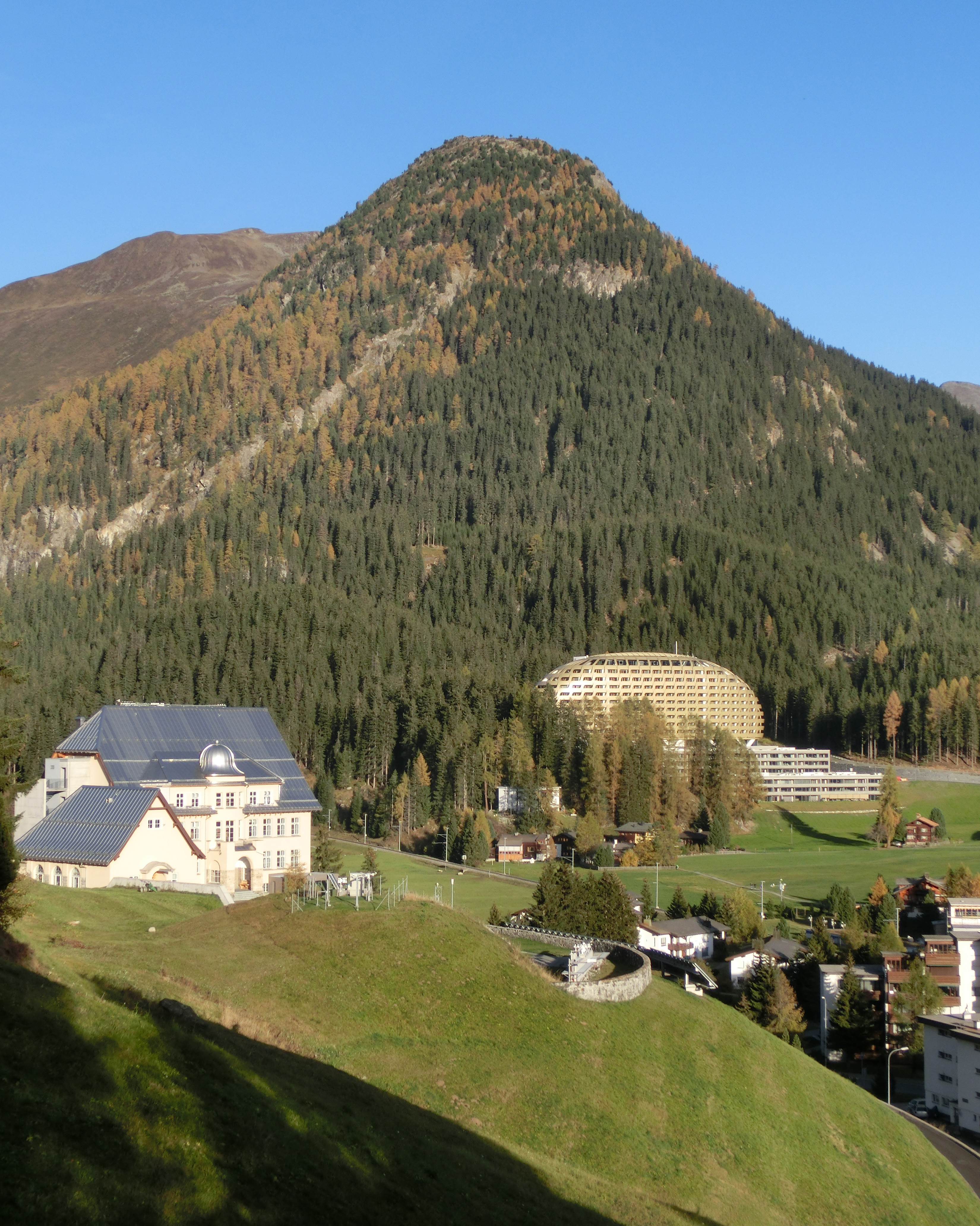
达沃斯
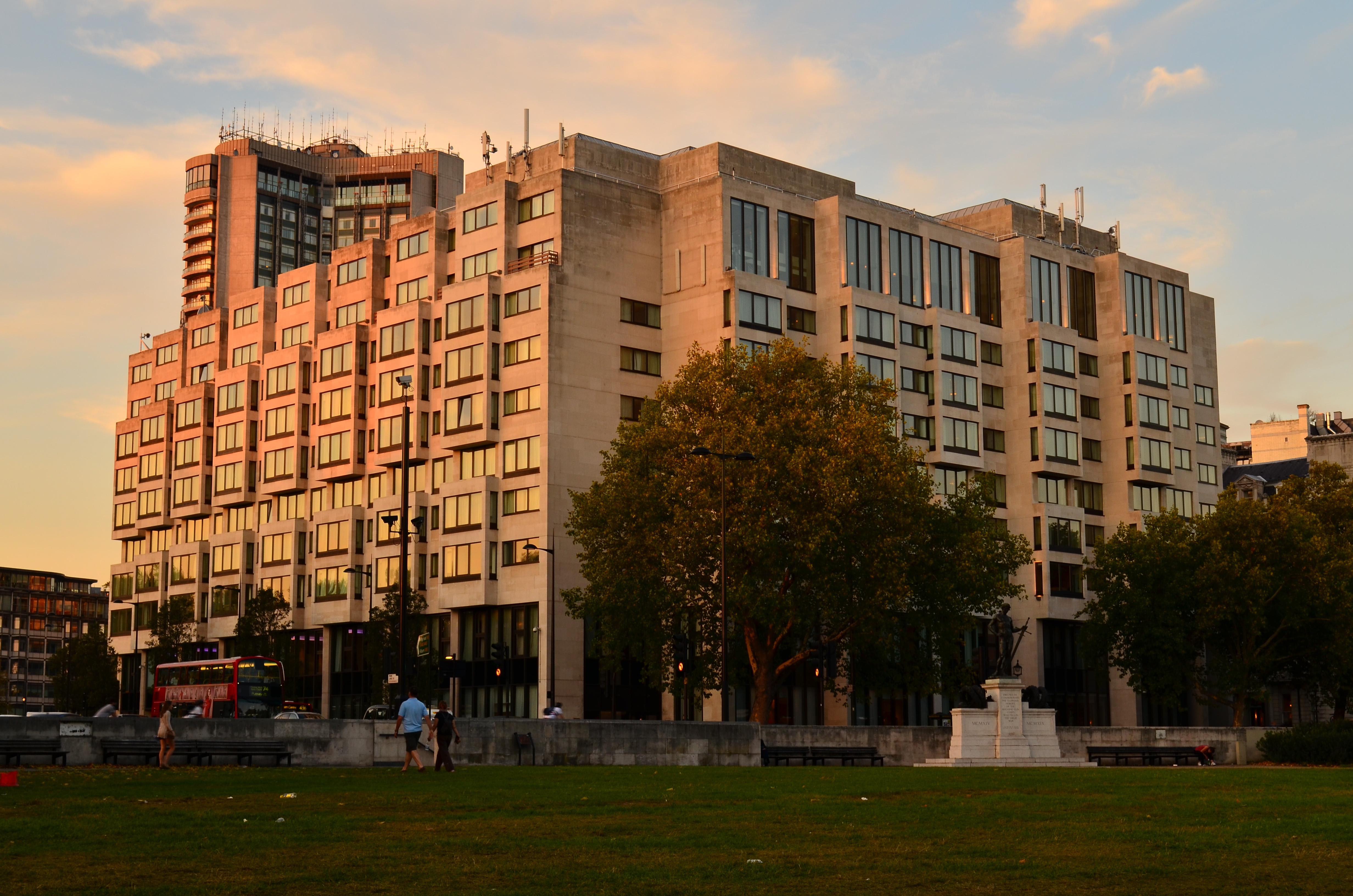
伦敦
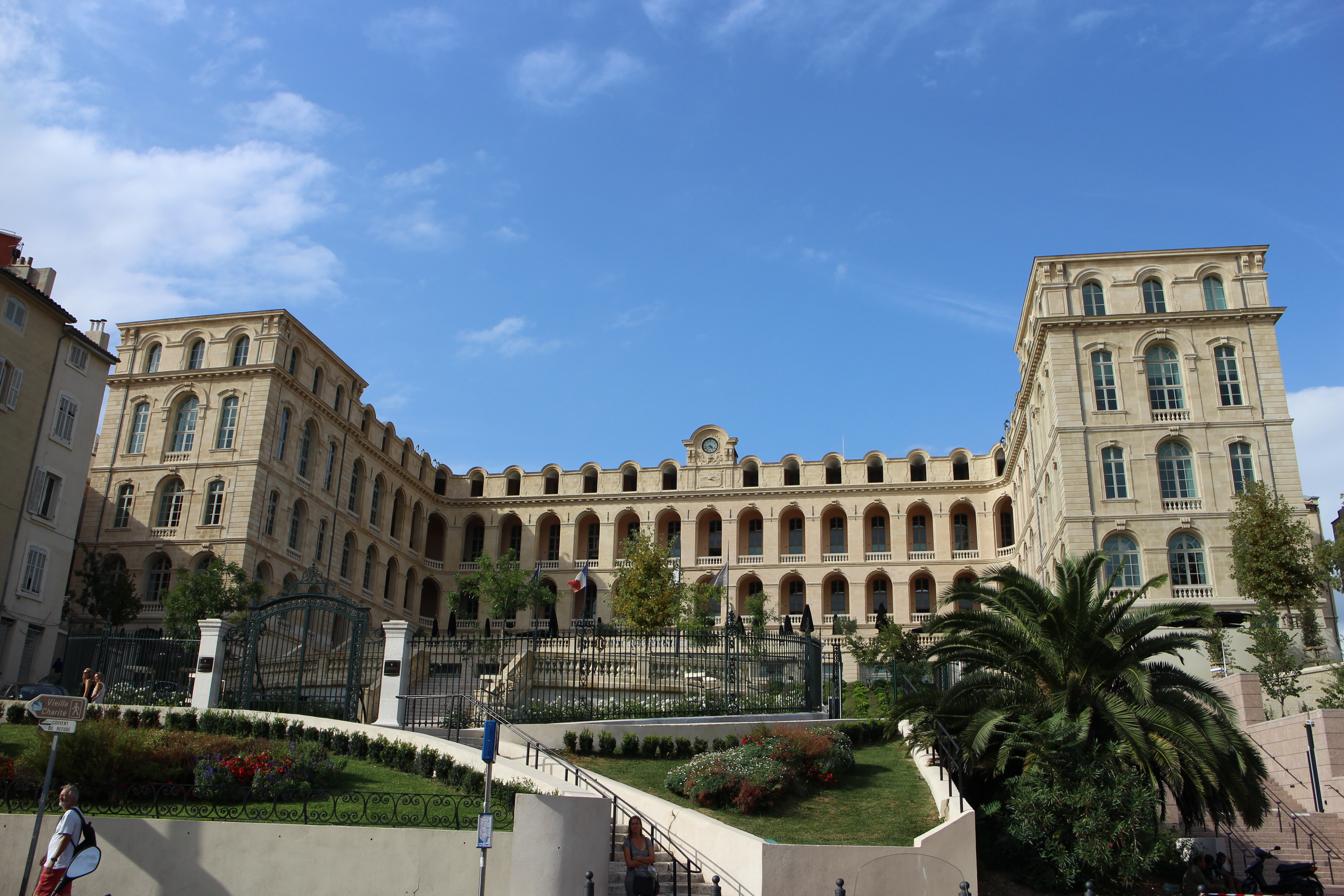
马赛
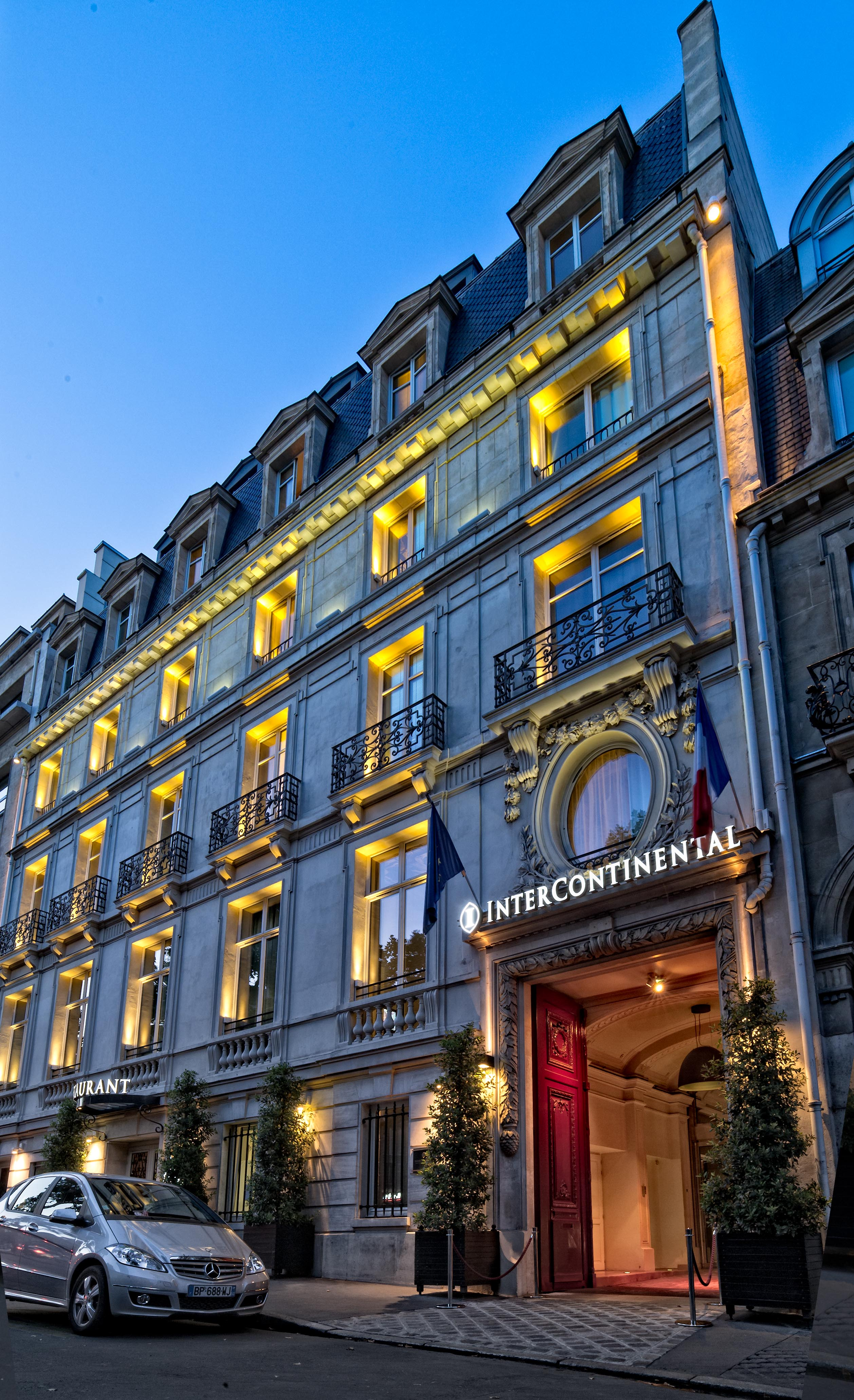
巴黎
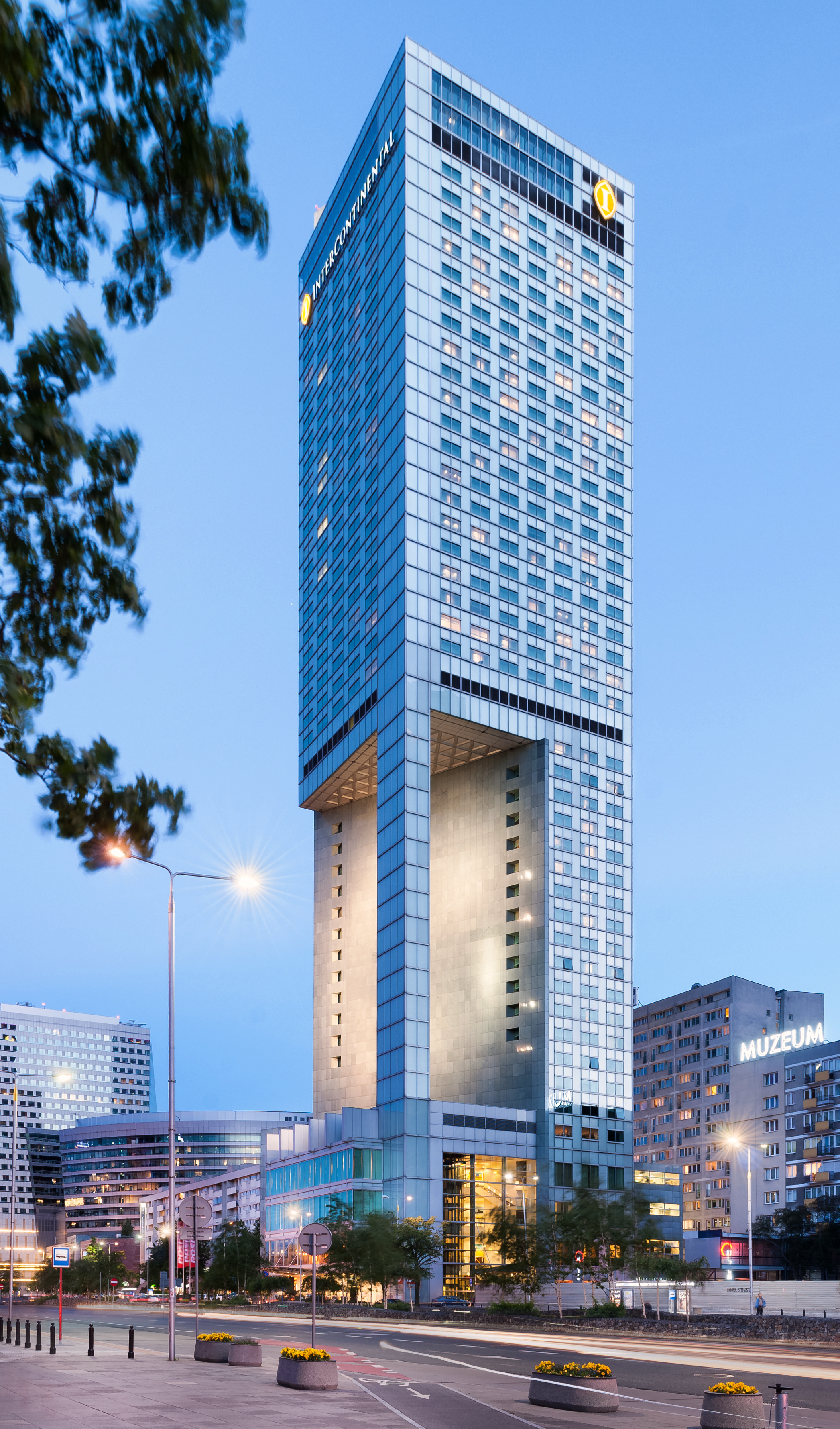
華沙
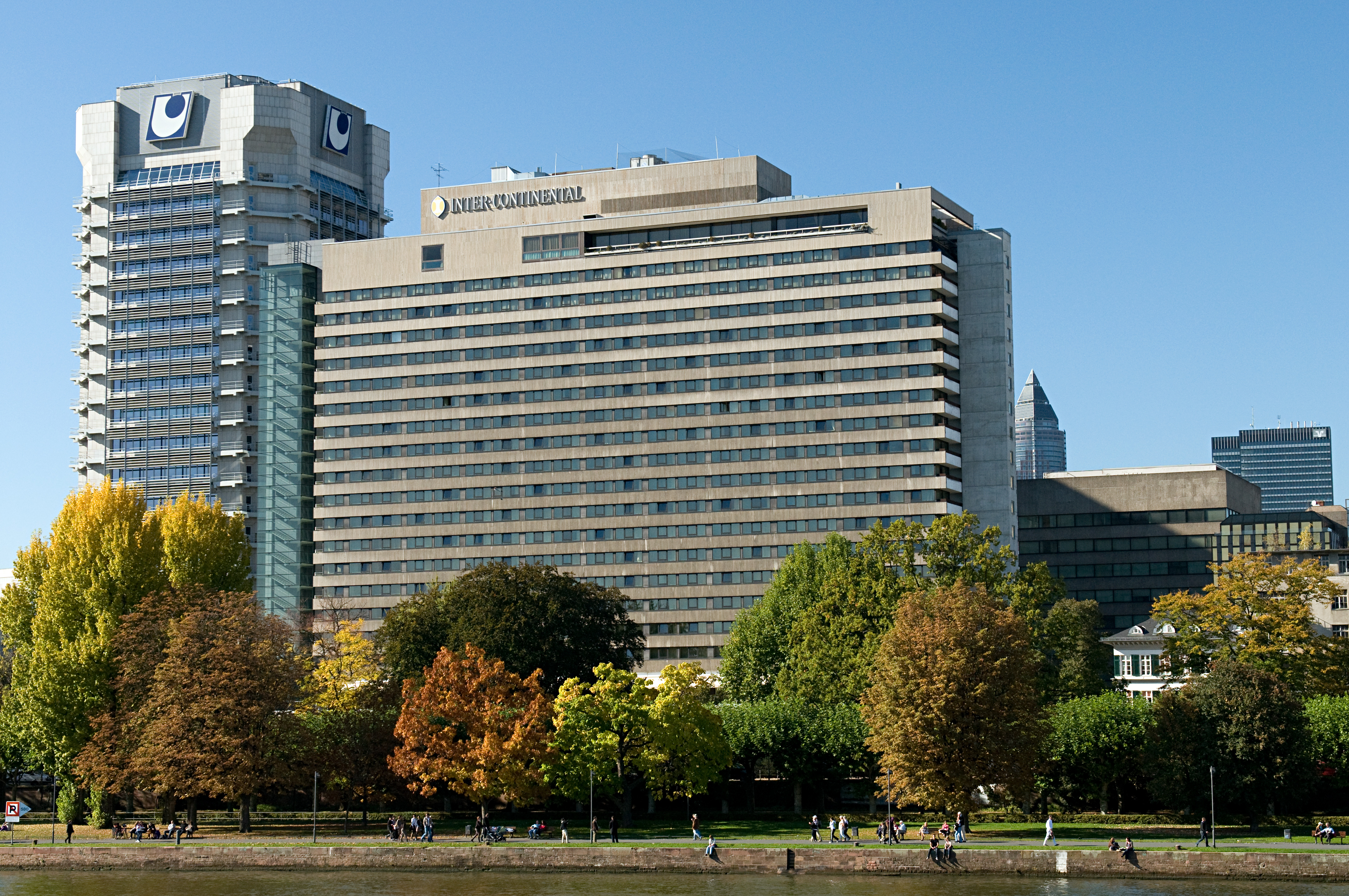
美因河畔法蘭克福
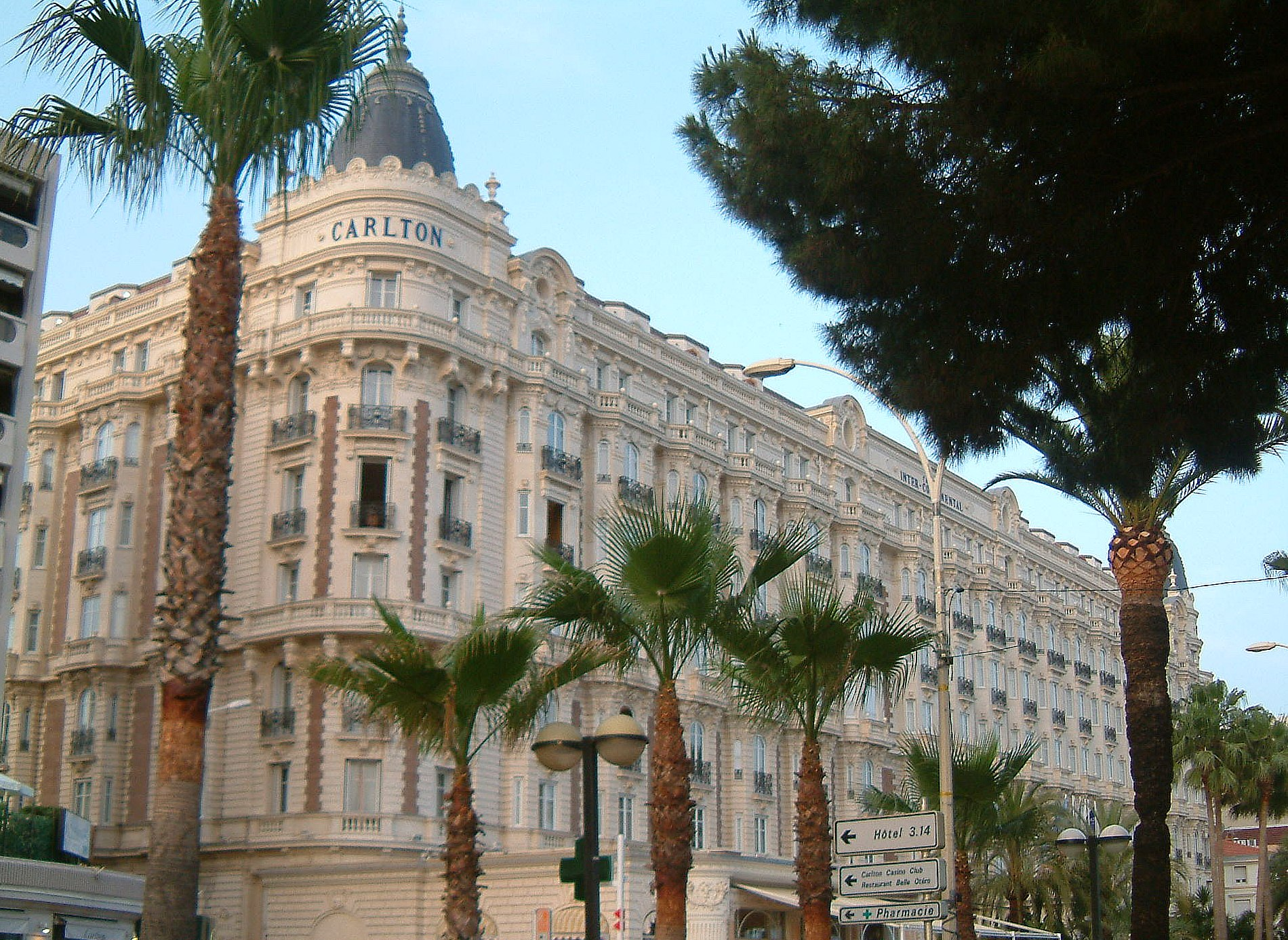
坎城
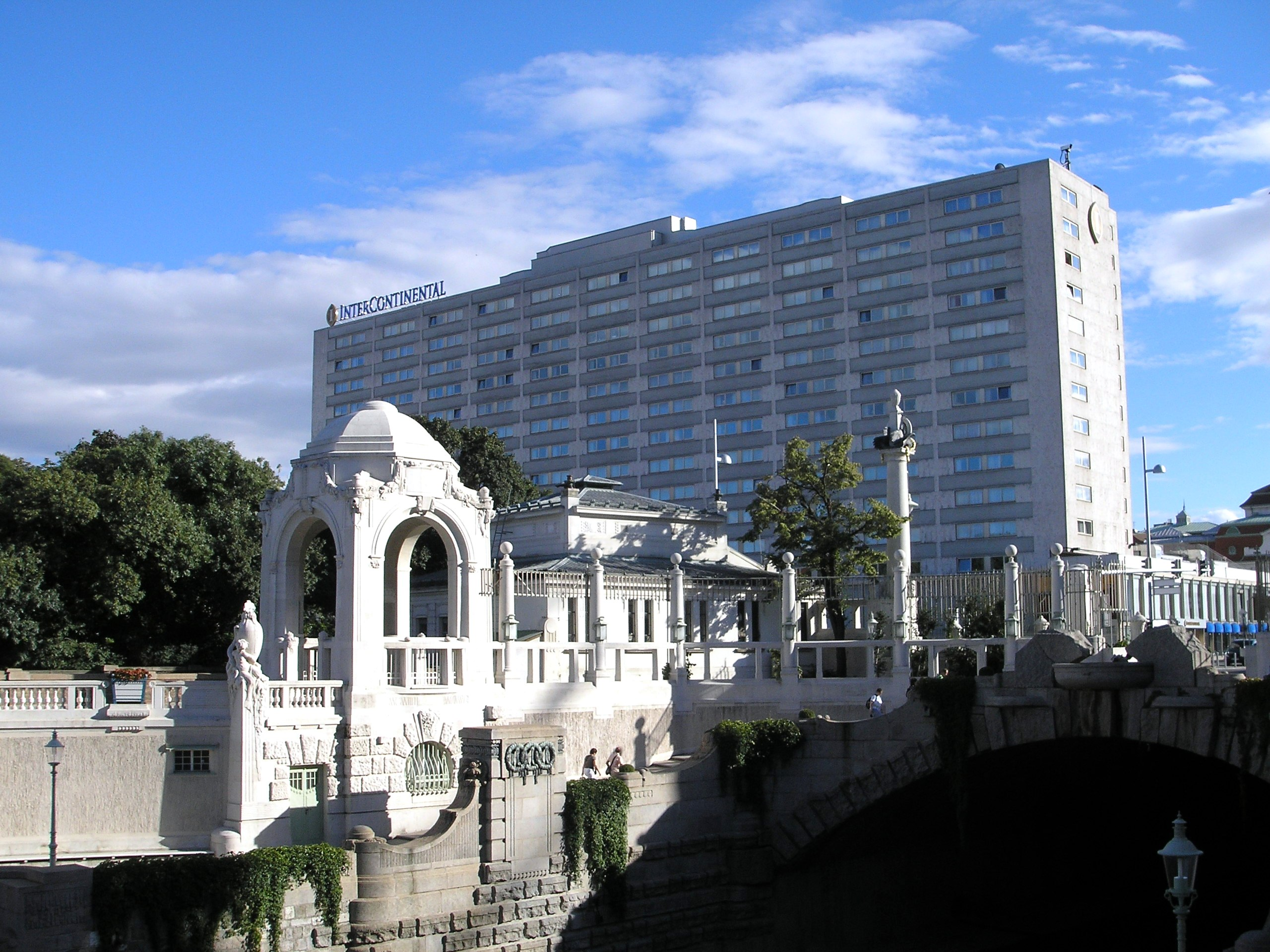
維也納
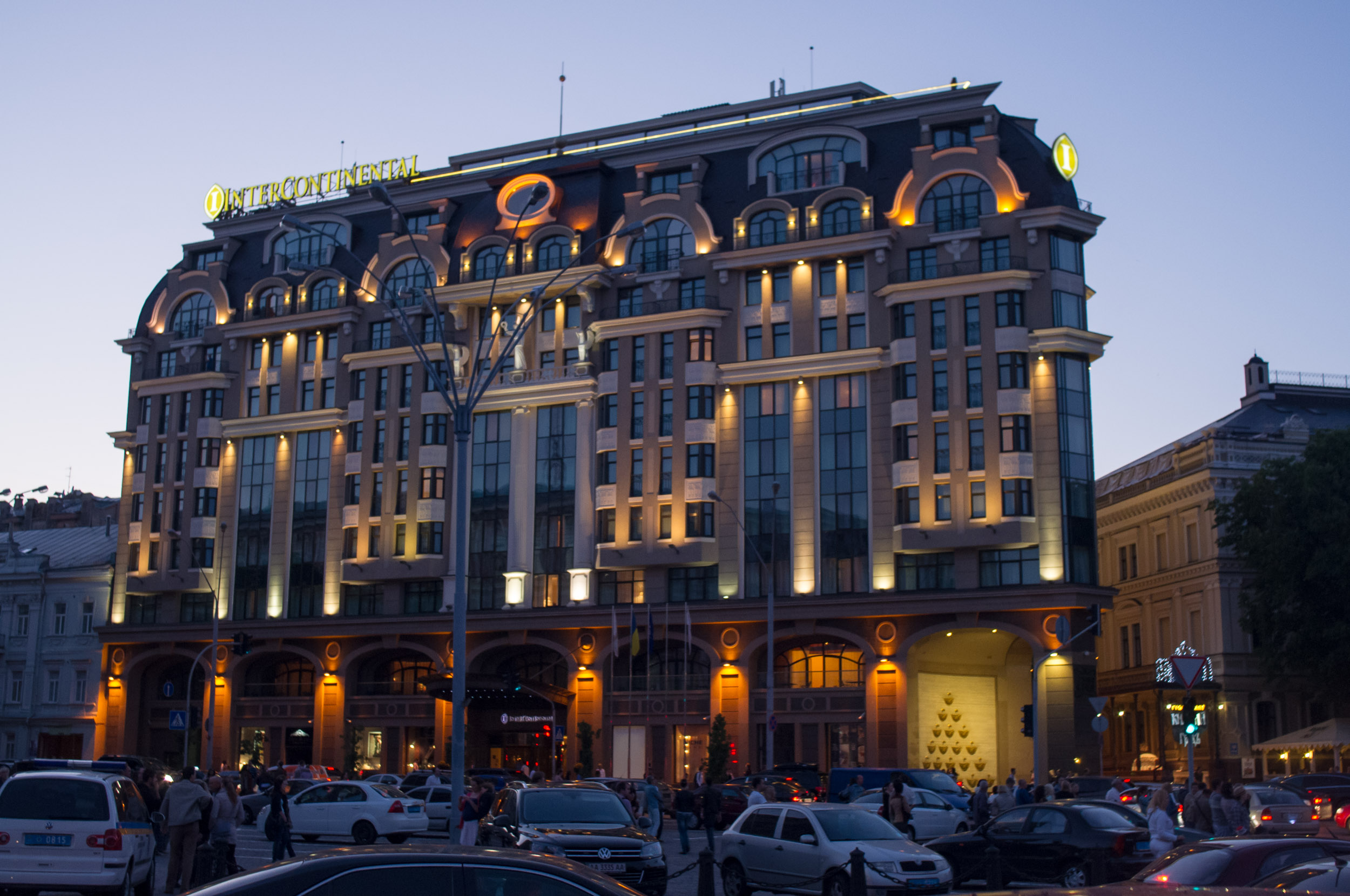
基辅
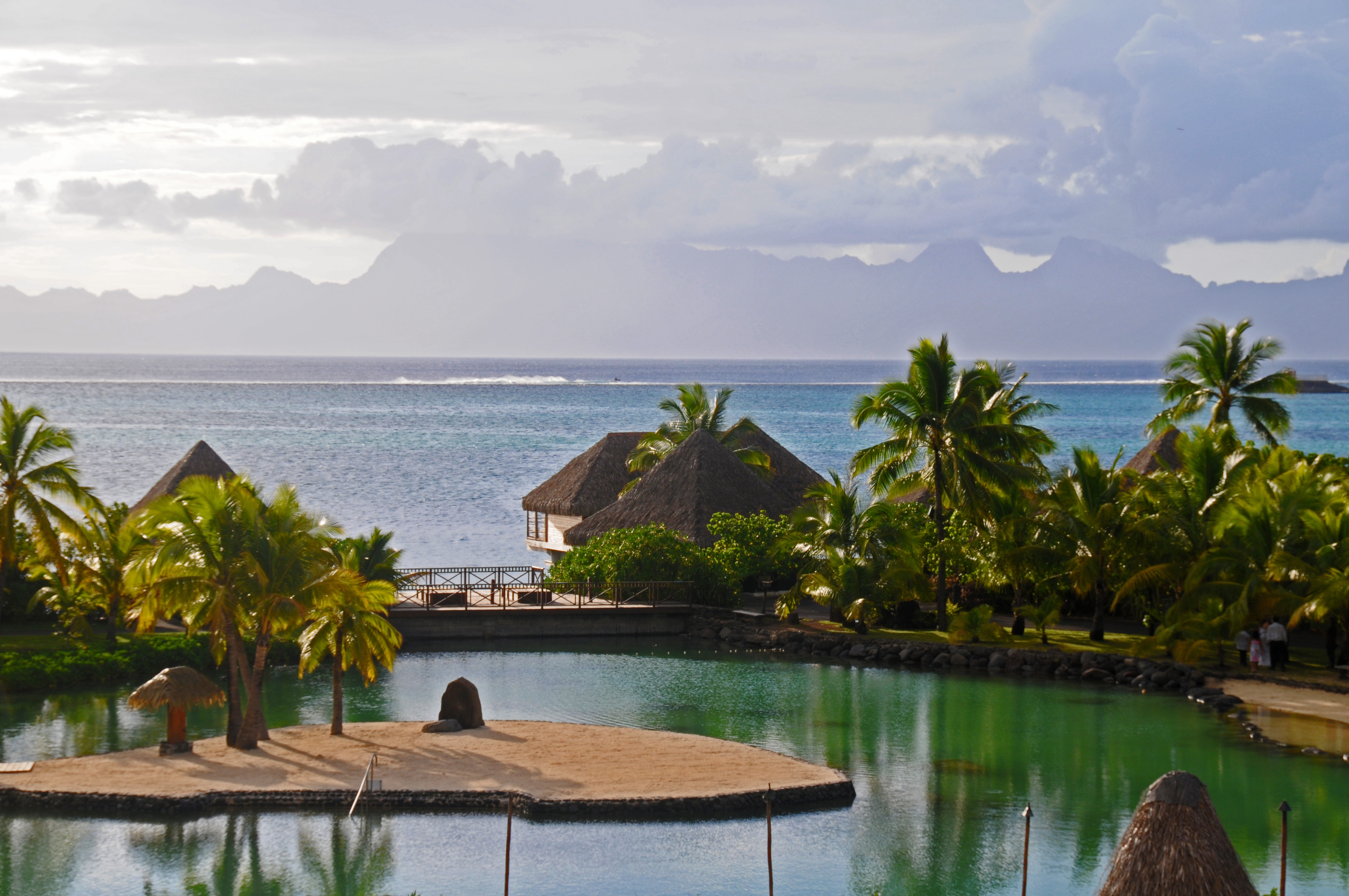
塔希提

## 外部連結
- 洲際酒店 （页面存档备份，存于）